# Discesa dei Candelieri
La Discesa dei Candelieri (in sassarese: Faradda di li Candareri) è la festa che si tiene a Sassari la sera precedente alla Solennità dell'Assunzione di Maria (ferragosto). É rito religioso più importante e più sentita dalla popolazione sassarese e uno degli eventi più prestigiosi in Sardegna (patrimonio dell'Unesco dal 2013). 
Secondo le fonti storiche, la festa ha avuto origine nel tardo medioevo e ha assunto le forme attuali per un voto fatto alla Madonna Assunta, che avrebbe salvato la città da diverse epidemia a cavallo del XVI secolo e dalla peste del 1652.
La Faradda è un rito paraliturgico paragonabile a una processione danzante in cui vengono trasportati a spalla, per conto degli antichi ceti di mestiere della città (le corporazioni di lavoratori chiamate in Sardegna Gremi), i Candelieri: grandi colonne lignee alte attorno ai 6 metri, che rappresentano enormi ceri votivi simbilici offerti come ex-voto. 
La processione segue il medesimo tragitto da cinque secoli: partendo dall'oratorio del Rosario in Pla de Castell (attuale piazza Castello) giunge chiesa di Santa Maria di Betlem, antico convento francescano nei pressi di Porta Utzeri, attraversando in discesa il Corso Vittorio Emanuele II, arteria principale della città antica.
Nel 2013 è stata inclusa nella Lista rappresentativa del patrimonio culturale immateriale dell'umanità nell'ambito della Convenzione per la salvaguardia del patrimonio culturale immateriale dell'UNESCO insieme alla Macchina di Santa Rosa di Viterbo, alla Festa dei Gigli di Nola e alla Varia di Palmi, riunite nella Rete delle grandi macchine a spalla italiane.
La celebrazione è seguita ogni anno da circa 100 000 persone, con visitatori che giungono a Sassari da ogni parte della Sardegna.

## Storia

### Origini
Le origini della festa sono dibattute perché non esistono fonti storiche dirette che datino con precisione i primi anni della manifestazione, ma diversi autori accreditano come attendibile la tesi per la quale la tradizione avrebbe avuto genesi nella Sassari tardomedievale, quasi in concomitanza con la nascita stessa della città.
La città turritana (divenuta dapprima libero comune e in seguito ultima capitale del Giudicato di Arborea e di quello di Torres, prima della definitiva conquista aragonese) in quel periodo si trovava sotto l'influenza economica e politica della Repubblica di Pisa.
Nel porto toscano, dagli inizi del XIII secolo, era tradizione l'offerta di cera alla Vergine Maria: la sera del 14 agosto venivano portate in processione delle grosse macchine di legno ricoperte di cera e raffiguranti santi ed episodi biblici; ogni macchina, a forma di tabernacolo o palma aperta (pala d'altare), veniva trasportata fino alla cattedrale accompagnata da musica.
Le città alleate della Repubblica di Pisa (Sassari, Iglesias e Nulvi ad esempio) forse concorsero all'oblazione dei ceri della Repubblica marinara ed in seguito praticarono loro stesse il rito ogni vigilia ferragostana, facendone propria l’usanza.

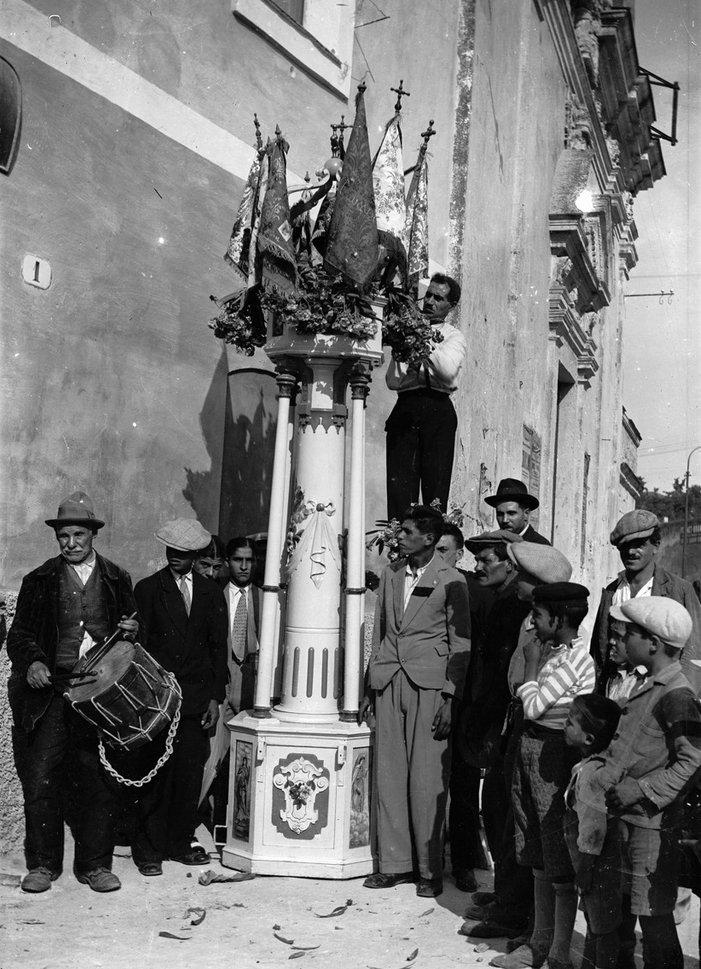
il candeliere dei Calzolai in una immagine di un secolo fa

A Sassari la festa proseguì anche durante l'alleanza con Genova e poi durante il Regno di Sardegna aragonese e spagnolo. 
Nei secoli, a causa delle forti spese, gli spagnoli tentarono più volte di sopprimere la cerimonia o di limitarne la fastosità, ma senza successo.
Le corporazioni di arti e mestieri cittadine, i Gremi, che pagavano la consistente somma necessaria per la cera, decisero tuttavia di sostituire il cero da costruire ogni anno con dei Candelieri di legno, uguali per tutti, e che non venivano sostituiti; questi mutarono la loro forma da Candelieri a palma aperta ( c.d. Candelieri "a tabernacolo" ) a colonne "coronate" da bandierine (c.d. Candelieri "a fioretto"), per facilitare i "balletti" durante il percorso.
Non sono presenti fonti storiche documentante che datino in maniera precisa il passaggio dai Candelieri in cera a quelli lignei, ma è possibile sostenere che ciò avvenne tra il XVII e il XVIII secolo, giacché alcuni dei Candelieri più antichi oggi conservati (quali quelli di Ortolani, Viandanti, Massai e Muratori), alcuni dei quali tuttora portati in processione, risalgono a quel periodo. Tale modifica verrà, pochi anni addietro, apportata anche per i Candelieri di Ploaghe, mentre i Candelieri di Nulvi manterranno la forma originale.

### Il voto alla Vergine Assunta
Nel Cinquecento, la città fu più volte colpita dalla peste e, secondo la tradizione, l'epidemia più terribile (1528) sarebbe terminata il 14 agosto per intercessione della Madonna e di San Sebastiano. Da quell'anno, si formulò un primo Voto al martire (al quale fu dedicata una chiesa extra muros oggi scomparsa).
Mentre il voto a San Sebastiano proseguì sino al XVIII secolo, mantenuto dai Domenicani che occupavano il convento di San Sebastiano (di cui si conserva ancora oggi l'antico simulacro) e dal Capitolo Turritano assieme alla locale Confraternita del Rosario, il Voto alla Vergine - ufficialmente menzionato solo dopo la peste del 1652, ma rinvenibile anche in documenti ben più antichi (già nel 1531, per dirimere le controversie sulle precedenze, l’Autorità civica stabiliva l’ordine di ingresso dei Candelieri, segno che la tradizione si praticasse almeno dalla peste del 1528) - proseguì separatamente con l'antica processione della vigilia dell'Assunta interamente gestito dalle corporazioni di mestiere e dalle Autorità civiche.
Otto Gremi del tempo (Massai, Mercanti, Sarti, Muratori, Calzolai, Ortolani, Carradori e Pastori) insieme alle Autorità comunali e alla Curia Arcivescovile, formularono il voto solenne di portare in processione, ogni 14 agosto, otto Candelieri dalla "piana di Castello", l'attuale piazza Castello, sino alla chiesa di Santa Maria di Betlem e di offrirli per otto giorni attorno al catafalco della Vergine Dormiente.
L'antica tradizione pisana diventava da allora voto e promessa di tutta la città alla Vergine Assunta.

### La crisi ottocentesca
Nel corso del XIX secolo, a causa dei mutamenti culturali dovuti agli influssi dell'illuminismo francese, l'autorità dei Gremi venne profondamente minata, così come il sentimento degli stessi per i rituali che essi perpetuavano da secoli, ma che vennero da alcuni ritenuti vetusti e inutilmente gravosi per le finanze delle corporazioni.
In tale ambiente culturale il Gremio dei Mercanti, con ogni probabilità quello più incline ad accettare movimenti culturali e mode del periodo dato l'elevato stato sociale degli aderenti, decise di sciogliere la propria corporazione, chiedendo all'Autorità civica l'esenzione dall'antico voto alla Vergine Assunta nel 1848 (il Candeliere venne tuttavia portato in processione senza il proprio Gremio sino ai primi anni del Novecento, come testimoniato da Ernico Costa a fine Ottocento).
Stessa decisione venne condivisa anche dal Gremio dei Sarti, i quali tuttavia non vollero rinunciare al proprio sodalizio, pur non partecipando più alla secolare processione.
Anche il Gremio dei Pastori, soffocato dal mutamento della società sassarese verso l'industrializzazione, rinunciò a partecipare alla Discesa e all'esistenza stessa della corporazione.
A ciò si aggiunsero i numerosi tentativi della Curia Turritana di incardinare il rito secolare all'interno degli schemi tipici delle processioni, inserendo nel corteo le croci parrocchiali e sostituendo nuovamente i Candelieri con dei grossi Ceri.

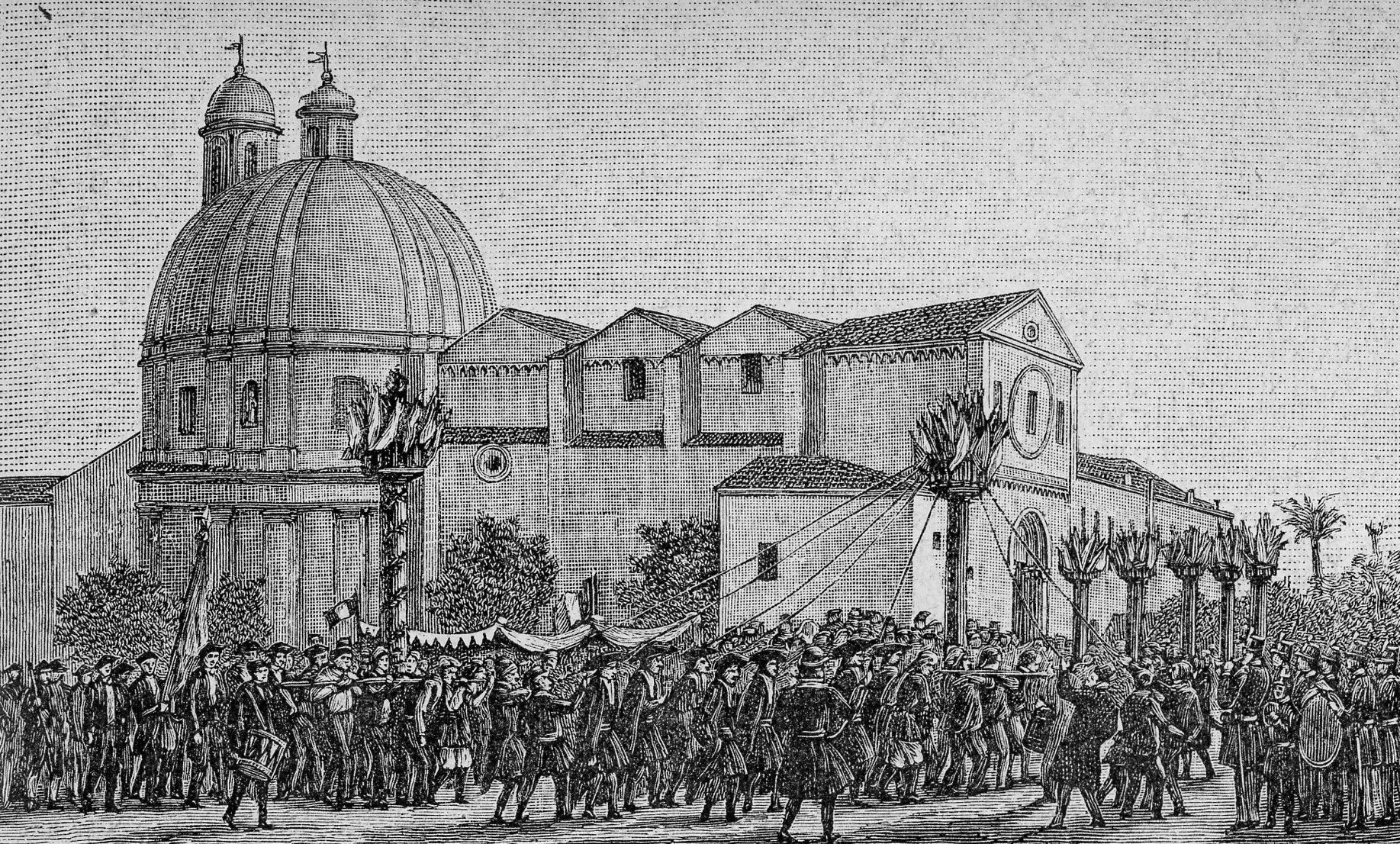
Sassari – La processione de’ candelieri (xilografia 1891)

Tuttavia, di seguito alla gravissima epidemia di colera che nel 1855 decimò la popolazione della città (costringendo peraltro a rimandare la processione per tutto il perdurare della situazione), il voto venne solennemente riproclamato il 1 dicembre e la Faradda si svolse nel giorno successivo nelle forme ordinarie. Ciò portò a un rinvigorimento del sentimento della città per la sua Festha Manna, il che permise alla festa di sopravvivere e spinse il Comune ad attivarsi perché la stessa tornasse agli antichi fasti.

### Le nuove ammissioni del Novecento e degli anni Duemila
Tra la fine dell'Ottocento e i primi anni del secolo scorso, l'Autorità comunale, forse spinta dalla rivalutazione delle tradizioni popolari nata col romanticismo, si mobilitò per salvare la festa cittadina ormai in decadenza, dotando ogni gruppo di Portatori di una divisa. Convinse inoltre il Gremio dei Sarti a partecipare nuovamente alla festa a partire dal 1878 con l'antico Candeliere settecentesco profondamente rinnovato e riammodernato nelle forme attuali.
Nel 1921 il Gremio dei Falegnami, che si era scisso dai Muratori nel corso dell'Ottocento, venne ammesso alla Faradda. Come riportato da Pittalis, il Candeliere, costruito dai noti mobilieri Clemente e dipinto da Mario Paglietti, venne accolto la mattina del 14 agosto da tutti i Gremi che prendevano allora parte alla festa e solennemente benedetto dal delegato dell'Arcivescovo nella Chiesa di Santa Maria di Betlem. Tre anni dopo, sempre ad opera dei Clemente, anche i Calzolai si dotarono di un nuovo Candeliere, data l'inutilizzabilità dell'antico cero settecentesco ad oggi purtroppo disperso.
Nel 1937 al Gremio dei Contadini, separatosi dai Massai nel 1803 e costituitosi nel 1914, venne dato in possesso l'antico Candeliere dei Pastori, con il quale da quell'anno gli stessi presero parte alla festa.
Nel 1941 il Gremio dei Viandanti, il quale fino ad allora aveva preso parte alla festa con la sola Bandiera, venne obbligato a entrare in possesso del Candeliere settecentesco dei Carradori, poco tempo prima scomparsi per debiti insoluti, il quale venne profondamente restaurato e dipinto ad opera del noto artista Pulli. Ciò riportò ad otto il numero dei Candelieri dopo la quasi un secolo.
Tuttavia, a causa dello scoppio della seconda guerra mondiale e del rischio dei bombardamenti angloamericani sul suolo sardo, la festa venne sospesa per tutto il perdurare del conflitto.
Nel 1955 il Gremio dei Piccapietre, pur'esso staccatosi dai muratori dal 1856, chiese di poter prendere parte alla festa con un proprio Candeliere. Con l'approvazione di tutti i Gremi di Candeliere, gli stessi costruirono, ad opera del falegname Cubeddu, un nuovo Candeliere, portando il numero dei Candelieri a nove per la prima volta nella storia.
Nel 1978 i Viandanti realizzarono, ad opera dello scultore Alfonso Russo e della pittrice Liliana Cano, un nuovo Candeliere, da alternare di anno in anno con il cero settecentesco.
Nell'anno successivo fu fondato dal Gremio dei Massai e dal Gremio dei Braccianti, l'Intergremio "Città di Sassari", un'associazione volta a rappresentare tutti i Gremi cittadini, che nel giro di pochi anni riuscì a comprendere al suo interno tutti i Gremi di Candeliere. 
Negli anni ottanta riprese l'attività il Gremio dei Fabbri, rimasto inattivo per circa quarant’anni, ammesso nel 2003 alla faradda con la sola Bandiera. Nel 2007 l'ammissione, non orfana di polemiche, del Candeliere dei Fabbri, benedetto l'anno precedente, alla Faradda da parte del Consiglio Comunale, portò il numero dei Candelieri a dieci. 
In concomitanza di tale ammissione, la modifica del regolamento comunale che disciplina la Discesa dei Candelieri, ha permesso la costituzione dei una Commissione storica per la Faradda costituita da un rappresentante dell'Amministrazione, uno dell'Intergremio e uno della Curia, la quale, oltre al compito di stabilire un cerimoniale per la festa, ha anche potere di esprimere parere su tutte le future ammissioni alla Discesa.

Francobollo dedicato emesso nel 1998, dal valore di 550 Lire.

Nel 2015 Massai e Sarti realizzano due nuovi Candelieri, per sostituire quelli storici ormai rovinati dal trascorrere degli anni.
Nel luglio del 2016, su proposta dell'Intergremio, previo consenso dell'apposita Commissione Paritetica, il Consiglio Comunale ha approvato una modifica del Regolamento di riferimento per la Discesa dei Candelieri ammettendo allo scioglimento del voto anche il Candeliere del Gremio dei macellai.
Nel 2019 anche i Contadini, a causa delle criticità strutturali presentate dal Candeliere settecentesco precedentemente dei Pastori, si dotano di un nuovo Candeliere, riproduzione fedele di quello precedente.
Le edizioni 2020 e 2021, funestate dall’epidemia di Coronavirus, non sono state celebrate nelle forme comuni. Nonostante ciò l’antica promessa è stata mantenuta e rinnovata tramite il trasporto privato dei Candelieri attorno al catafalco della Vergine.
Nel 2021 il Consiglio Comunale sassarese ha deliberato l’ammissione del gremio degli autoferrotranvieri alla Discesa.

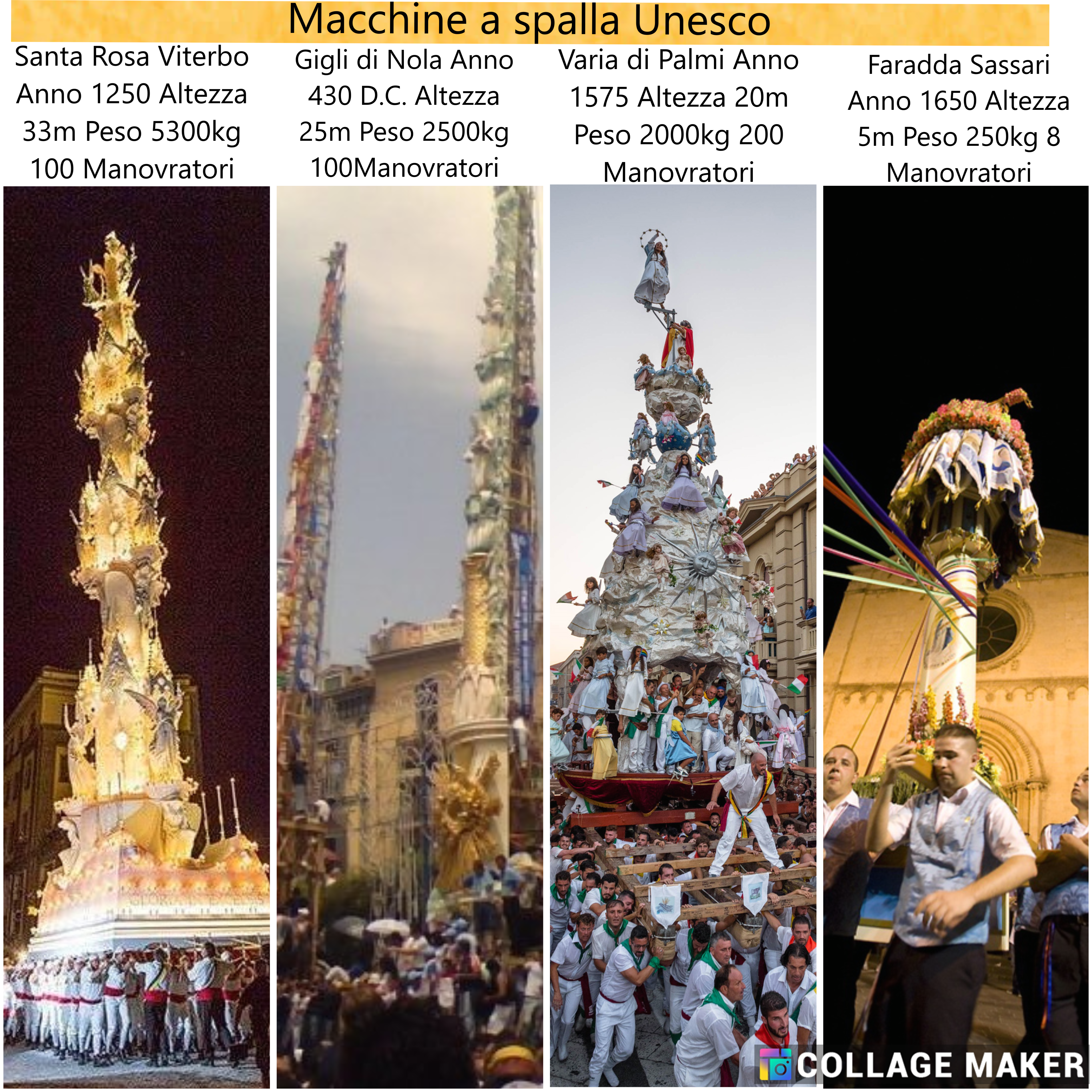
Le quattro macchine a spalla italiane Unesco

Il 23 giugno 2022, sempre sotto approvazione del Consiglio Comunale, anche il Gremio dei Braccianti è stato ufficialmente inserito all'interno della Discesa dei Candelieri, così che per la prima volta nella storia tutti i Gremi in attività nella città di Sassari sono parte della Faradda.
A partire dall'anno successivo, complice il dilungarsi dei lavori di recupero e restauro della Chiesa di Santa Maria, la cerimonia dello scioglimento del voto all'Assunta non è stata celebrata all'interno del tempio francescano, ma bensì nel sagrato antistante.
Nel 2024, quasi al termine della Faradda, il Candeliere dei Falegnami, nell'atto di superare i cavi sospesi di un tram cittadino ha subito gravi danni strutturali, spezzandosi in due fra base e fusto. Portato in posizione orizzontale ai piedi dell'Assunta, è stato sostituito, a partire dal 2025, da un nuovo Candeliere, copia quasi identica dell'originale realizzato dalla ditta Bussu e dal pittore Scassellati.

## Riconoscimenti

Retro della scheda telefonica dedicata.

Il 1º gennaio 1995 sono state emesse due schede telefoniche della Telecom Italia dedicate alla Faradda, del valore di 2 000 e 5 000 lire, per una tiratura di 12 000 e 77 000 esemplari, prodotte dalla ditta Mantegazza di Milano.
In occasione della Faradda del 1988 il Ministero delle Poste e Telecomunicazioni emise un francobollo del valore di 550 lire appartenente alla serie tematica "Il folclore italiano". La vignetta, in quadricromia, venne eseguita dal bozzettista del Centro Filatelico dell'Istituto Poligrafico dello Stato Antonello Ciaburro. Il francobollo ebbe una tiratura di 4 000 000 di esemplari.
Il 29 luglio 2011 il Ministero del turismo attribuì alla Discesa dei Candelieri il riconoscimento speciale di «Patrimonio d'Italia per la tradizione».
All'edizione della Discesa del 2011 ha presenziato il messicano Francisco Lopez Morales, membro del Comitato intergovernativo e consigliere del percorso di candidatura della sfilata dei Candelieri a bene immateriale del patrimonio dell'UNESCO. I Candelieri, assieme ad altre feste simili in Italia, riunite nella Rete delle grandi macchine a spalla italiane, sono stati ufficialmente candidati al riconoscimento UNESCO il 18 aprile 2012.. Il 4 dicembre 2013, a Baku (Azerbaigian), la sessione Unesco ha deliberato l’ingresso della Rete nella lista del patrimonio immateriale dell’umanità

## I Gremi
I Gremi sono le antiche corporazioni di arti e mestieri che, a partire dal XVI secolo, hanno animato la vita religiosa e politica della città di Sassari.
Anticamente rappresentative di una specifica categoria di mestiere o di più mestieri affini, sono oggi operanti come vere e proprie associazioni culturali con un carattere spiccatamente religioso, seppur in abito laicale.
Nel corso dei secoli hanno più volte mutato il loro numero (fondendosi fra di loro, scindendosi in più corporazioni distinte o estinguendosi) e la loro organizzazione, passando dall'essere Confrarìas, a Società di Mutuo Soccorso, a vere e proprie Associazioni Culturali-Religiose.
Ogni Gremio è presieduto da un Obriere Maggiore, il quale ha l'onore di rappresentare tutta la corporazione e ne trasporta la Bandiera, simbolo identitario per eccellenza, in tutte le manifestazioni pubbliche. Questi è coadiuvato da un Secondo di Bandiera, definito anche Obriere di Candeliere, in quanto a lui spetta la specifica organizzazione della Faradda e la rappresentanza in tale occasione. Le cariche sono di durata annuale e vengono rinnovate il giorno della festa patronale di ciascun sodalizio tramite il rito dell' intregu.
Ciascun Gremio è inoltre dotato di una Bandiera (la Bandera): un grande vessillo di circa 4 metri di altezza in damasco, del colore di riferimento della corporazione, sormontato da un prezioso puntale rappresentante il Santo Patrono di ciascun sodalizio. I Gremi (ad eccezione dei Massai) utilizzano, in occasione della Discesa dei Candelieri, un vessillo di dimensioni minori, definito Bandiera piccola (la Banderedda).
I Gremianti, divisi fra Novizi e Anziani in base al fatto che abbiano ricoperto o meno la carica di Obriere Maggiore, sfilano in parata in ordine di anzianità indossando la divisa propria del Gremio. Le divise variano a seconda del Gremio, alcune di foggia seicentesca (di origine spagnola) altre ottocentesche o novecentesche (principalmente di origine francese, ma anche inglese).
Il trasporto e il ballo dei Candelieri sono operati, per conto di ciascun Gremio, da una squadra di Portatori, esterni al sodalizio, capitanati da un Capo Candeliere, i quali si occupano anche del trasporto dei simulacri in occasione delle feste patronali di ogni singolo Gremio.
Tutti i Gremi cittadini (tranne Braccianti e Massai) sono riuniti in un'organizzazione chiamata Intergremio-città di Sassari, fondata nel 1979 e che si occupa di tutti gli aspetti relativi alla Faradda e al coordinamento tra i Gremi, ed è membro di diritto della Commissione storica per la Faradda assieme al Comune e alla Curia Turritana.

### Gremi ammessi alla Discesa
Alla Faradda di li Candareri attualmente partecipano tredici Gremi (indicati in ordine di corteo):

#### Gremio dei Braccianti
Il Gremio dei Braccianti, definito in sassarese Gremiu di li Carriaggi, è presente in forma ufficiale sin dal 1867, data del primo statuto, tuttavia alcune fonti lo legano a una preesistente confraternita devota alla Madonna della Mercede, presente nella Chiesa di San Paolo sin dal '600. Riuniva al suo interno tutti i lavoratori di fatica, in particolare coloro che si occupavano del carico e dello scarico delle merci per Mercanti e Viandanti. Ha sede nella Chiesa di San Giuseppe nella cappella della Madonna della Mercede e San Luigi Gonzaga. È stato ammesso alla Discesa a partire dal 2022.
La Bandiera del Gremio è di colore bianco, gallonata d'argento. 
I Gremianti indossano un abito di foggia ottocentesca: un frac nero con ricami alle maniche e una spilla riportante lo stemma dell'Ordine della Mercede, la spada, la feluca e un corpetto di broccato con bottoni tipici dell'artigianato sardo. L'Obriere, a differenza degli altri Gremianti, non indossa la cappa, ma porta la fascia. A partire dal 1983, in occasione dell'affiliazione all'Ordine della Mercede, indossano una cappa bianca, la quale non viene utilizzata unicamente il giorno della Faradda.
La festa patronale, dedicata alla Madonna della Mercede, cade la prima domenica di ottobre e viene celebrata nella Chiesa di San Giuseppe.
Il Candeliere, realizzato nel 2002 e dipinto dalla pittrice Patrizia Sanna, è stato benedetto nel 2006 dal Vicario Generale Mons. Loriga delegato dell'allora Arcivescovo Atzei, e presenta il caratteristico colore marmorino verde con al centro rappresentata Nostra Signora della Mercede.

#### Gremio degli Autoferrotranvieri
Il Gremio degli Autoferrotranvieri, definito in sassarese Gremiu di l'Autisthi, si è costituito nel 1938 e e si è regolato con statuto negli anni '50, raccoglieva al suo interno tutti i trasportatori su gomma e rotaia. Ha sede nella Chiesa di Santa Maria di Betlem nella cappella di San Giuseppe da Copertino. Ammesso alla Discesa nel 2021, la prima partecipazione col Candeliere è avvenuta nel 2022.
La Bandiera del Gremio è di colore vermiglio, gallonata d'oro. 
I Gremianti indossano un abito di foggia inglese gallonato in oro e un gilet in damasco rosso, di foggia simile alle divise utilizzate dai Tranvieri nel periodo di fondazione del Gremio.
La festa patronale, dedicata a San Cristoforo, cade la terza domenica di luglio, mentre la festa piccola il terzo sabato di settembre e sono celebrate momentaneamente nella Cattedrale di San Nicola.
Il Candeliere, realizzato nel 2021 dall'artigiano Ruocco e dipinto dal pittore Giovanni Pasca, è stato benedetto il 24 luglio 2022 ed è in stile liberty caratterizzato dal color tabacco e da un grande medaglione centrale raffigurante San Cristoforo nell'atto di trasportare Cristo nel fiume Giordano.
Attualmente, a causa dei lavori di restauro di Santa Maria, è ospitato presso la Cattedrale di San Nicola.

#### Gremio dei Macellai
Il Gremio dei Macellai, definito in sassarese Gremiu di li Mazziddaggi, riuniva tutti i lavoratori della carne. Costituitosi probabilmente alla fine del XIX secolo, dopo una lunghissima permanenza presso la Chiesa della SS. Trinità, è attualmente ospitato presso la prima cappella a sinistra della Chiesa di Sant'Antonio Abate. È stato ammesso a prender parte alla Discesa nel 2016.
La Bandiera del Gremio è di colore rosso gallonata d'oro. 
I Gremianti indossano uno spencer ottocentesco di foggia britannica.
La festa patronale, dedicata a San Maurizio, cade la domenica più vicina al 22 settembre, mentre la festa piccola, in onore di San Bartolomeo, è celebrata il 24 agosto.
Il Candeliere, realizzato nel 2002 e restaurato completamente nel 2016 dal pittore Giovanni Pasca, è di color panna con decorazioni in oro. In un medaglione al centro del fusto è rappresentato San Maurizio a cavallo.

#### Gremio dei Fabbri
Il Gremio dei Fabbri, definito in sassarese Gremiu di li Frairaggi, riuniva tutti i lavoratori dei metalli: fabbri, orafi e mestieri affini. Costituitosi nel 1521, ha sede nella Cappella di Sant'Eligio nella Cattedrale di San Nicola. È stato ammesso a prendere parte alla Discesa nel 2007.
La Bandiera del Gremio è color porpora, anticamente gallonata d'oro. 
I Gremianti indossano un abito di foggia simile all'abbigliamento spagnolo seicentesco frutto di una ricostruzione effettuata nei primi anni Duemila, caratterizzato una lunga cappa nera e da un gilet rosso per i Novizi e nero per gli Anziani.
La festa patronale, dedicata a Sant'Eligio, viene celebrata il 1 dicembre, mentre la festa piccola viene celebrata il 25 giugno.
Il Candeliere, realizzato nel 2001, è di colore rosso fuoco con decorazioni in oro. Al centro del fusto è rappresentato in un medaglione il Patrono Sant'Eligio, il capitello è ottagonale.

#### Gremio dei Piccapietre
Il Gremio dei Piccapietre definito in sassarese Gremiu di li Piccapiddreri, raccoglieva al suo interno gli scalpellini e i cavatori. Originariamente parte del Gremio dei Muratori, si è dotato di statuto autonomo nel 1856. Ha sede nella Cappella di San Salvatore nella Chiesa di Santa Maria di Betlem. È stato ammesso a prender parte alla Discesa nel 1956.
La Bandiera del Gremio è di colore celeste gallotana d'argento. 
I Gremianti indossano un frac di foggia francese con papillon nero.
La festa patronale, dedicata alla Madonna della Salute, viene celebrata la seconda domenica di luglio, mentre la festa piccola, dedicata a Sant'Anna, cade il 26 luglio.
Il Candeliere è del 1955 realizzato dal falegname Cubeddu nello stile minimalista tipico del periodo, caratterizzato dal colore bianco e azzurro. Al centro del fusto è rappresentata la Madonna della Salute in un ovale asimmetrico.
Attualmente, a causa dei lavori di restauro di Santa Maria, è ospitato presso la chiesa di Sant'Antonio Abate.

#### Gremio dei Viandanti
Il Gremio dei Viandanti, definito in sassarese Gremiu di li Viaggianti o Carrattuneri, riuniva tutti i trasportatori e rivenditori di merci per conto proprio mediante l'utilizzo di carri a trazione equina. Costituitosi nel 1633, ha sede nella Cappella della Beata Vergine del Buon Cammino nella Chiesa di Sant'Agostino. Pur avendo preso da sempre parte alla Discesa, venne obbligato a partecipare con un proprio Candeliere nel 1941.
La Bandiera è di colore encarnado vivo gallonata d'argento.
I Gremianti indossano una divisa seicentesca di foggia spagnola, diversa a seconda della carica sociale rivestita, caratterizzata da una lunga cappa nera, pantaloni al ginocchio e scarpe con fibia d'argento. Varia a seconda dell'incarico svolto nel sodalizio e si distingue per i Novizi, da un cugliettu in pelle, per gli Anziani, da una preziosa ripiglia  in panno e damasco con alti pizzi e dei preziosi fiocchi colorati, per l'Obriere di Candeliere, da una bottoniera in broccato colorato e per l'Obriere Maggiore, da una ripiglia impreziosita da un rusciu (gorgiera) e da spada e spadino settecenteschi in argento. La divisa dei Viandanti è l'unica ad essere rimasta totalmente inalterata sin dalla fondazione del Gremio.
La festa patronale, dedicata alla Madonna del Buon Cammino, viene celebrata la domenica precedente alla Faradda, mentre la festa del sorteggio degli Obrieri cade nella Solennità del Corpus Domini.
Il Candeliere, settecentesco, era in origine proprietà del Gremio dei Carradori e presenta un dipinto del noto pittore Pulli, caratterizzato dai dei drappeggi rosso mattone e verde acqua. Al centro del fusto un medaglione con rappresentata la Patrona, la Vergine del Buon Cammino. Possiedono una copia del 1978 realizzato dalla pittrice Liliana Cano, che viene portata ad anni alterni con lo storico.

#### Gremio dei Contadini
Il Gremio dei Contadini, definito in sassarese Gremiu di li Zappadori, riuniva tutti i braccianti agricoli e i narbonai. Originariamente parte del Gremio dei Massai, si resero autonomi nel 1803 dotandosi di statuto nel 1914. Ha sede nella Cappella di San Giovanni Battista nella Chiesa di Santa Maria. Sono stati ammessi a prender parte alla Discesa dal 1937.
La Bandiera è di colore rosso gallonata d'oro.
I Gremianti indossano un abito di foggia simile agli abiti dei giovani nobili spagnoli del seicento, ricostruito in occasione della prima partecipazione alla Faradda, caratterizzato da un ampio colletto in pizzo. I Gremianti più anziani indossano un frac francese con papillon nero.
La festa patronale, dedicata a San Giovanni Battista della nebbia, viene celebrata la domenica più vicina al 24 giugno, mentre la festa piccola cade il 29 agosto, giorno del martirio del Santo.
Il Candeliere è settecentesco, originariamente proprietà del Gremio dei Pastori, ed è caratterizzato da un colore verde tenue. Al centro del fusto un medaglione raffigurante il Battesimo di Cristo. Possiedono un secondo Candeliere, copia dell'originale, realizzato nel 2019 dal falegname Ruocco e dal pittore Pasca, che a partire da quell'anno ha sostituito quello storico, reso inutilizzabile dagli anni.
Attualmente, a causa dei lavori di restauro di Santa Maria, è ospitato presso la chiesa di Sant'Antonio Abate.

#### Gremio dei Falegnami
Il Gremio dei Falegnami, definito in sassarese Gremiu di li Masthri d'ascia o Fustheri riuniva tutti i lavoratori del legno, sia gli scultori di arte fina, sia i carpentieri. Originariamente parte del Gremio dei Muratori, si è reso autonomo nei primi dell '800, venendo poi rifondato nel 1895. Ha oggi sede nella Cappella di San Giuseppe nella Chiesa di Santa Maria di Betlem. È stato ammesso a prendere parte alla Discesa nel 1921.
La bandiera del Gremio è azzurra gallonata d'oro. 
I Gremianti indossano un frac francese con papillon nero e corpetto azzurro.
La festa patronale, dedicata a San Giuseppe, è celebrata la seconda domenica di maggio, mentre la festa piccola cade il 19 marzo.
Il Candeliere è del 1921, realizzato dalla nota ditta Clemente e dal pittore Paglietti ed è caratterizzato dal colore bianco con al centro un drappeggio con gli strumenti del mestiere. Nella Faradda del 2024 si è spezzato in due parti a causa delle manovre dei portatori che lo hanno dovuto mettere in posizione orizzontale per superare un cavo dell'alta tensione.Nel 2025, ad opera della Falegnameria Bussu e del pittore Scassellati, è stata realizzata una copia non identica del Candeliere, che da quell'anno ha partecipato alla Faradda sostituendo definitivamente il precedente.
Attualmente, a causa dei lavori di restauro di Santa Maria, è ospitato presso la chiesa di Sant'Apollinare.

#### Gremio degli Ortolani
Il Gremio degli Ortolani, definito in sassarese Gremiu di l'Orthurani, riuniva i piccoli coltivatori agricoli in proprio. Fondato nei primi decenni del XVI secolo, ha sede nella Cappella delle Anime del Purgatorio della chiesa di Santa Maria in Betlem. Hanno sempre preso parte alla Discesa come testimoniato dall'atto del 1531.
La Bandiera del Gremio è di colore verde gallonata d'argento. 
I Gremianti indossano un abito seicentesco di foggia spagnola parzialmente modificato con elementi novecenteschi, caratterizzato negli Anziani da una ripiglia un ricco fiocco verde.
La festa patronale, dedicata alla Madonna di Valverde, viene celebrata la domenica in Albis (prima dopo Pasqua), mentre la festa piccola cade l'8 settembre, solennità della Natività di Maria.
Il Candeliere originale è seicentesco, tuttavia dal 1988 il Gremio utilizza una copia dello stesso, di colore marrone con sopra la tela originale raffigurante la Patrona.
Attualmente, a causa dei lavori di restauro di Santa Maria, è ospitato presso la chiesa di San Francesco.

#### Gremio dei Calzolai
Il Gremio dei Calzolai, definito in sassarese Gremiu di li Cazzuraggi, riuniva tutti i lavoratori della pelle per le calzature e i calzettai. Dotatosi di statuto nel 1564, ha oggi sede nella Cappella di Santa Lucia del Duomo di San Nicola.
La Bandiera è di colore amaranto gallonata d'oro.
I Gremianti indossano un frac francese con papillon nero e corpetto amaranto.
La festa patronale, dedicata a Santa Lucia, viene celebrata il 13 dicembre, mentre la festa piccola cade il 16 agosto, in onore della Madonna dello Spasimo.
Il Candeliere originale è andato disperso. Il Gremio utilizza un cero realizzato nel 1924 di colore bianco, caratterizzato dalla presenza di quattro colonnine attorno al fusto e con rappresentati i Martiri Turritani.

#### Gremio dei Muratori
Il Gremio dei Muratori definito in sassarese Gremiu di li Frabbiggamuri o Masthri de muru, riuniva tutti i costruttori della città. Fondato nel XVI secolo. Ha oggi sede nella Cappella della Madonna degli Angeli della chiesa di Santa Maria in Betlem. Hanno sempre preso parte alla Discesa, come testimoniato dall'atto del 1531.
La Bandiera del Gremio è di colore celeste gallonata d'argento
I Gremianti indossano un frac francese con papillon nero.
La festa patronale, dedicata alla Madonna degli Angeli, viene celebrata il 2 agosto, mentre la festa piccola cade il 22 luglio, in onore di Santa Maria Maddalena.
Il candeliere è settecentesco, caratterizzato dal colore azzurro e dalla raffigurazione di tre angeli che reggono gli strumenti del mestiere.
Attualmente, a causa dei lavori di restauro di Santa Maria, è ospitato presso la Cattedrale di San Nicola.

#### Gremio dei Sarti
Il Gremio dei Sarti, definito in sassarese Gremiu di li Trapperi, riuniva tutti i sarti e modisti. Fondato nel 1532, ha sede nella Cappella della Madonna di Monserrat della chiesa di Santa Maria in Betlem. Ha sempre preso parte alla discesa come testimoniato dall'atto del 1531. 
La Bandiera del Gremio è di color giallo oro, anticamente gallonata d'argento.
I Gremianti indossano un frac francese con papillon nero e corpetto giallo.
La festa patronale, in onore della Madonna di Monserrat, è celebrata la domenica più vicina all'8 settembre, mentre la festa piccola cade l'8 novembre, in onore di Sant'Omobono. 
Il Candeliere è settecentesco, ed è caratterizzato dalla presenza, unico fra tutti i Candelieri, di un braciere ardente in cima al fusto, aggiunto nei restauri ottocenteschi. Dal 2015 il Gremio si è dotato di un nuovo Candeliere, copia dell'originale, che ha sostituito lo storico cero non più utilizzabile.
Attualmente, a causa dei lavori di restauro di Santa Maria, è ospitato presso la chiesa di Sant'Antonio Abate.

#### Gremio dei Massai Agricoltori
Il Gremio dei Massai Agricoltori, definito in sassaresere Gremio di li Massai, riuniva tutti i proprietari terrieri della città. Fondato nel XVI secolo, ha sede nella Cappella dell'Incoronazione della Madonna delle Grazie nella chiesa di San Pietro in Silki. Ha sempre partecipato alla Discesa, come testimoniato dall'atto del 1531.
La Bandiera del Gremio è color paglierino gallonata d'argento.
I Gremianti indossano un frac con papillon nero, eccezion fatta per l'Obriere Maggiore che lo indossa bianco.
La festa patronale, dedicata alla Madonna delle Grazie, cade il 1 maggio, mentre la festa piccola è celebrata l'8 settembre.
Il Candeliere originale è settecentesco, è di colore marrone e ha rappresentata la Madonna delle Grazie. Dal 2015 si sono dotati di un nuovo Candeliere, di color ceruleo, che ha sostituito l'originale ormai inutilizzabile.

#### Ordine d'ingresso in Chiesa
Per antica consuetudine, l’ordine di ingresso dei Candelieri nel tempio francescano rispecchia l’anzianità di partecipazione delle corporazioni alla festa e, per i sodalizi che ne fanno parte da sempre, del prestigio ricoperto dall'attività lavorativa svolta nella società della Sassari rinascimentale. 
Essendo stato causa di controversie fra le corporazioni, l’ordine di ingresso è stato disciplinato sin dal 1531 ed oggi è stabilito sia dal regolamento comunale sia dal cerimoniale della festa: esso è l’ordine inverso rispetto a quello di discesa.
Nelle altre occasioni in cui i Gremi partecipano congiuntamente, essi seguono un diverso ordine processionale, stabilito da ultimo dall'Arcivescovo Isgrò negli anni '80: Autoferrotranvieri, Braccianti, Macellai, Fabbri, Piccapietre, Contadini, Viandanti, Ortolani, Calzolai, Falegnami, Sarti, Muratori e Massai.

#### Gremi scomparsi
Sono numerosi i Gremi di Sassari che si sono sciolti col tempo a causa delle modificazioni del mondo del lavoro o che sono stati inglobati da altri Gremi. Quattro di questi erano Gremi di Candeliere, gli altri invece non sciolsero mai il voto all'Assunta:
- Gremio dei mercanti, presenti sin dal 1531, che fu il primo a scomparire nel 1848, anche se il loro Candeliere venne portato in processione dalla popolazione sin ai primi del '900;
- Gremio dei conciatori, presenti unicamente nell'atto del 1652, la cui cappella a Santa Maria è oggi occupata dai Piccapietre;
- Gremio dei pastori, presenti sin dal 1531 e scomparsi nell'Ottocento, il cui Candeliere dopo lo scioglimento fu donato ai contadini e la cui cappella è oggi assegnata ai falegnami;
- Gremio dei carradori, il cui Candeliere prima dello scioglimento fu sequestrato e successivamente consegnato ai Viandanti.

## Svolgimento

### Rito della vestizione
Il 14 agosto, di prima mattina, ogni Gremio preleva dalla propria cappella patronale il Candeliere, che, privo degli addobbi tipici della festa, è stato lì custodito per tutto l'anno.
Dopo una breve preghiera, i Candelieri vengono trasportati a passo di tamburo (e per i Viandanti del piffero) fino all'abitazione dell'Obriere di Candeliere o alla sede sociale del Gremio, dove ha inizio la cerimonia della "Vestizione". Ogni Candeliere viene addobbato a festa con fiori e ghirlande di carta (bandereddi o bora-bora). Il Gremio dei Massai ed il Gremio dei Contadini adornano il Candeliere anche con spighe di grano. In cima ad ogni Candeliere, eccezion fatta per quello dei Sarti (che presenta un braciere ardente), viene posto il cappelletto, una corona di bandiere in damasco con dipinti e con sopra ricamati i nomi di tutti gli Obrieri che si sono succeduti negli anni. Al centro, issata su una croce, svetta la bandiera dell'Obriere di Candeliere in carica per quell'edizione.
A metà mattinata, il Gremio dei Massai raggiunge il Sindaco presso Palazzo Ducale, portando con sé la propria Bandiera non allestita, con l'asta decorata di grano e rami di oleandro. In corteo, il Gremio e la Giunta raggiungono il Palazzo di Città, sede primordiale del Comune, dove la Bandiera dei Massai verrà allestita e issata sul terrazzo principale. Da quel momento lo storico palazzo diverrà Casa Comunale per tutta la durata della festa e lì il Sindaco attenderà il passaggio della processione.

### La Faradda
Dopo una breve pausa nel primo pomeriggio, tutti i Candelieri vengono trasportati fino alla piazza Castello, da dove, dopo una piccola sosta di ringraziamento alla Vergine nella vicina chiesa del Rosario, parte la storica processione danzante.
La processione è aperta dalla banda musicale, seguita dai tredici candelieri in ordine di ammissione e di rilevanza storica: Braccianti, Autoferrotraniveri, Macellai, Fabbri, Piccapietre, Viandanti, Contadini, Falegnami, Ortolani, Calzolai, Sarti, Muratori e Massai. È tradizione che Sarti e Muratori alternino la loro posizione di anno in anno da dopo la riammissione dei Sarti nel 1878.
Ogni Candeliere, accompagnato dal suono del tamburo (per il Gremio dei Viandanti anche dal piffero), compie numerose evoluzioni durante il tragitto, oscillando fra la folla, girando su se stesso (facendo così avvolgere i nastri o betti che scendono dalla sommità) o cambiando rapidamente direzione.
Secondo una vecchia tradizione, più il Candeliere sarà baddarinu (ballerino), più l'annata sarà buona.

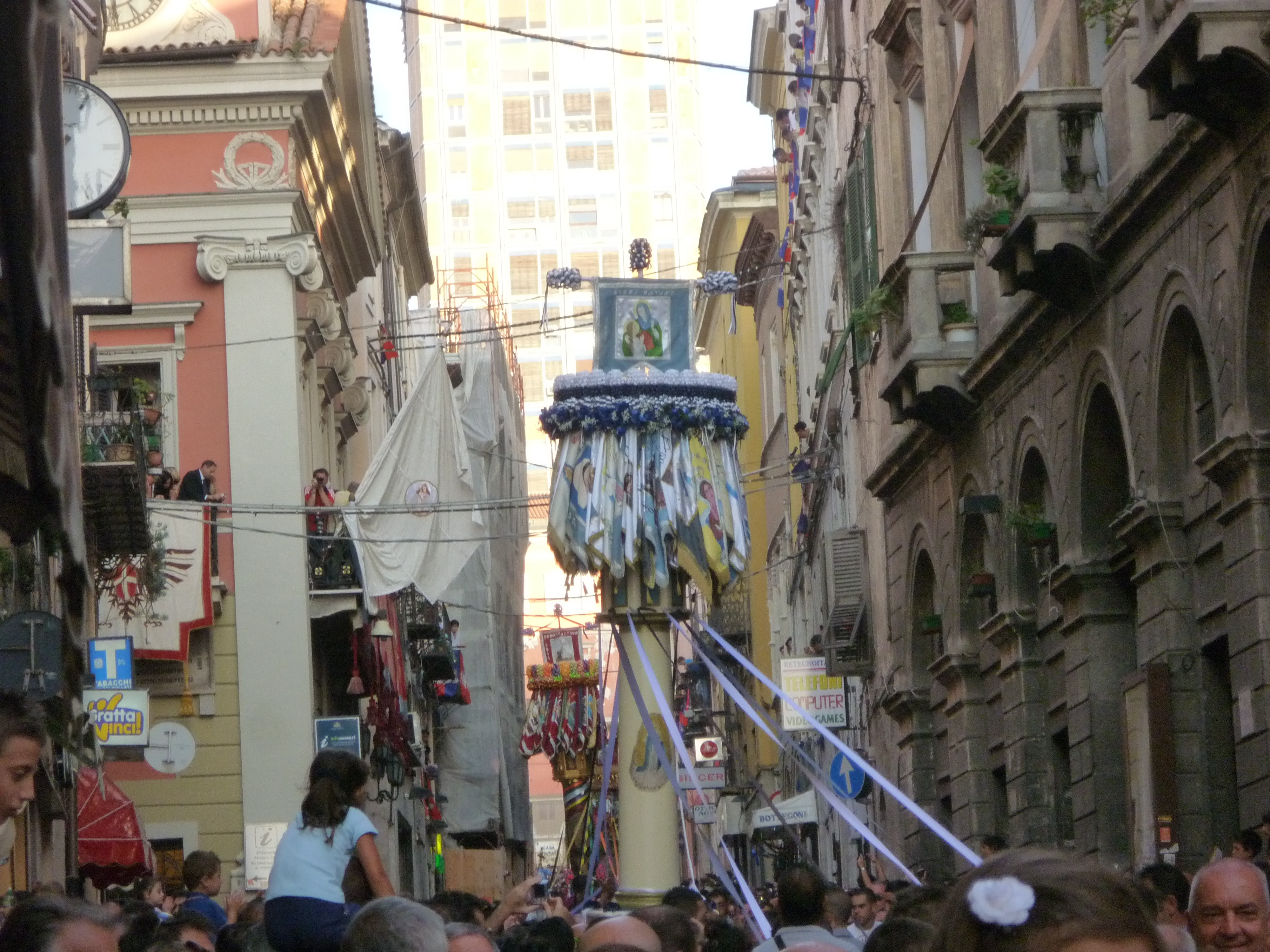
Sulla sinistra il Teatro civico, antico palazzo di Sassari dove si svolge la cerimonia dellIntregu

I Candelieri ballano lungo il corso Vittorio Emanuele, arteria principale della città antica, e raggiunta la metà della via passano davanti al Palazzo di Città, dove il Sindaco li attende insieme alla sua Giunta. Una volta che anche l'ultimo Candeliere passa davanti alla soglia del palazzo, i Massai entrano nell'edificio e, dopo aver scambiato la loro Bandiera con il gonfalone comunale, brindano alla lunga vita (A zent'anni!) e invitano il Sindaco a unirsi al corteo.
Quando il Candeliere dei Muratori arriva nel corso Vico, anziché dirigersi direttamente in chiesa, devia dal percorso verso uno spiazzo in cui anticamente si trovava uno degli ingressi della città (largo Porta Utzeri), dove compie un ballo per bloccare simbolicamente un nuovo ingresso nella città alla peste. Secondo la tradizione l'ultimo morto di peste della città sarebbe infatti uscito da quella porta. Terminato il ballo, il Candeliere dei Muratori si riunisce a tutti gli altri.
I Candelieri raggiungono infine il sagrato della chiesa di Santa Maria di Betlem. Secondo la tradizione, come stabilito dalle antiche regole (1531), dopo l'ingresso del corteo composto da Autorità e dal Gremio dei Massai, i Candelieri entrano nella chiesa in ordine inverso rispetto alla sfilata.
Quando il Candeliere dei Viandanti si accinge ad entrare in chiesa, i Gremianti danno l'ordine di spezzare la croce con la bandiera dell'Obriere che sta in cima al capitello.
Dopo una breve cerimonia finale, con l'intervento del Padre Guardiano del convento e dell'Arcivescovo Metropolita di Sassari, il voto si può considerare sciolto fino all'anno successivo.
La festa si conclude quando i Massai in corteo con le Autorità e il Sindaco si recano a Palazzo Ducale, sede del municipio, per dar luogo al rito dell intregu tramite l'investitura del nuovo Obriere Maggiore.

### Programma
Esiste un programma, più o meno rigido, che viene rispettato ogni anno:
- ore 09:00 - Inizio vestizione dei candelieri;
- ore 10:30 - Trasporto della bandiera dei Massai Agricoltori al Teatro civico;
- ore 13:00 - Fine vestizione;
- ore 17:00 - Trasporto dei candelieri in piazza Castello;
- ore 17:30 - Cerimonia di ringraziamento nella chiesa del Rosario;
- ore 18:00 - Inizio della faradda;
- ore 20:30 - Augurio e Brindisi tra Municipalità e Gremio dei Massai Agricoltori con il famoso "A zent'anni!"
- ore 22:00 - Arrivo dei primi candelieri in piazza Santa Maria;
- entro le ore 24:00 - Ingresso dei candelieri in chiesa;
- ore 01:00 - Benedizione finale.
- ore 01:30 - Il Gremio dei Massai Agricoltori lascia Santa Maria per dirigersi a Palazzo Ducale insieme alle autorità per concludere la Festa col tradizionale Intregu;

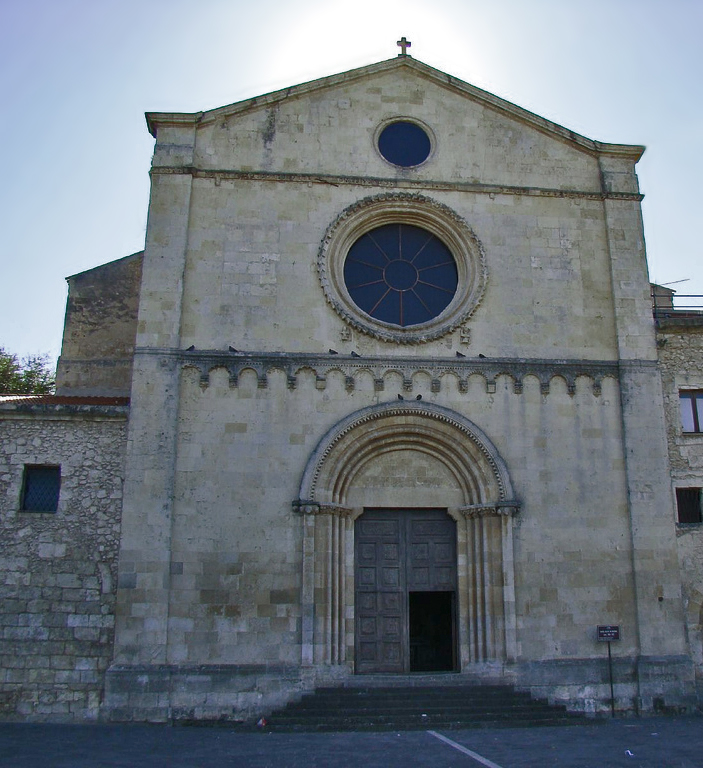
La chiesa di Santa Maria in Betlem dove ancora oggi viene sciolto il voto

### Feste collaterali

#### Solennità dell'Assunzione
Il 15 agosto, giorno della Assunzione di Maria, i Gremi in veste ufficiale partecipano al solenne pontificale presieduto dall'Arcivescovo presso la Chiesa di Santa Maria e successivamente, con partenza dalla Cattedrale di San Nicola, si snoda per le vie cittadine la processione con la Vergine Dormiente, attorniata dai 13 Obrieri di Candeliere.

#### Ottava dell'Assunzione (festa di Maria Regina)
Il 22 agosto, in occasione della festa di Maria Regina, si celebra l'ottava della festa. Dopo una breve messa e una processione attorno alla Chiesa di Santa Maria, i Candelieri, che per otto giorni sono stati attorno al catafalco della Vergine Dormiente, vengono riportati nelle proprie cappelle di riferimento (i Massai nella Chiesa di San Pietro in Silki, i Viandanti a Sant'Agostino, i Macellai a Sant'Antonio Abate, i Fabbri e i Calzolai nel Duomo, i Braccianti a San Giuseppe e gli altri sette Candelieri nelle rispettive cappelle nella Chiesa di Santa Maria).

#### Discesa dei mini-candelieri
Il 5 agosto le vie cittadine sono animate dalla discesa dei mini-candelieri, piccole riproduzioni dei Candelieri originali che vengono trasportati dai bambini seguendo un percorso ridotto rispetto alla festa del 14 agosto. Tale evento, mirato alla diffusione della tradizione fra i più giovani, è organizzato in concerto dal Comune e dall'Intergremio.

#### Discesa dei medi-candelieri
Alcuni giorni prima della Discesa anche i ragazzi di giovane età organizzano, similmente ai più piccoli, una manifestazione ricalcante la festa del 14 agosto, dove, utilizzando delle riproduzioni dei ceri originali, percorrono le medesime vie della Faradda. Tale manifestazione è organizzata nei tempi recenti dal Comune.

#### Candeliere di San Sebastiano

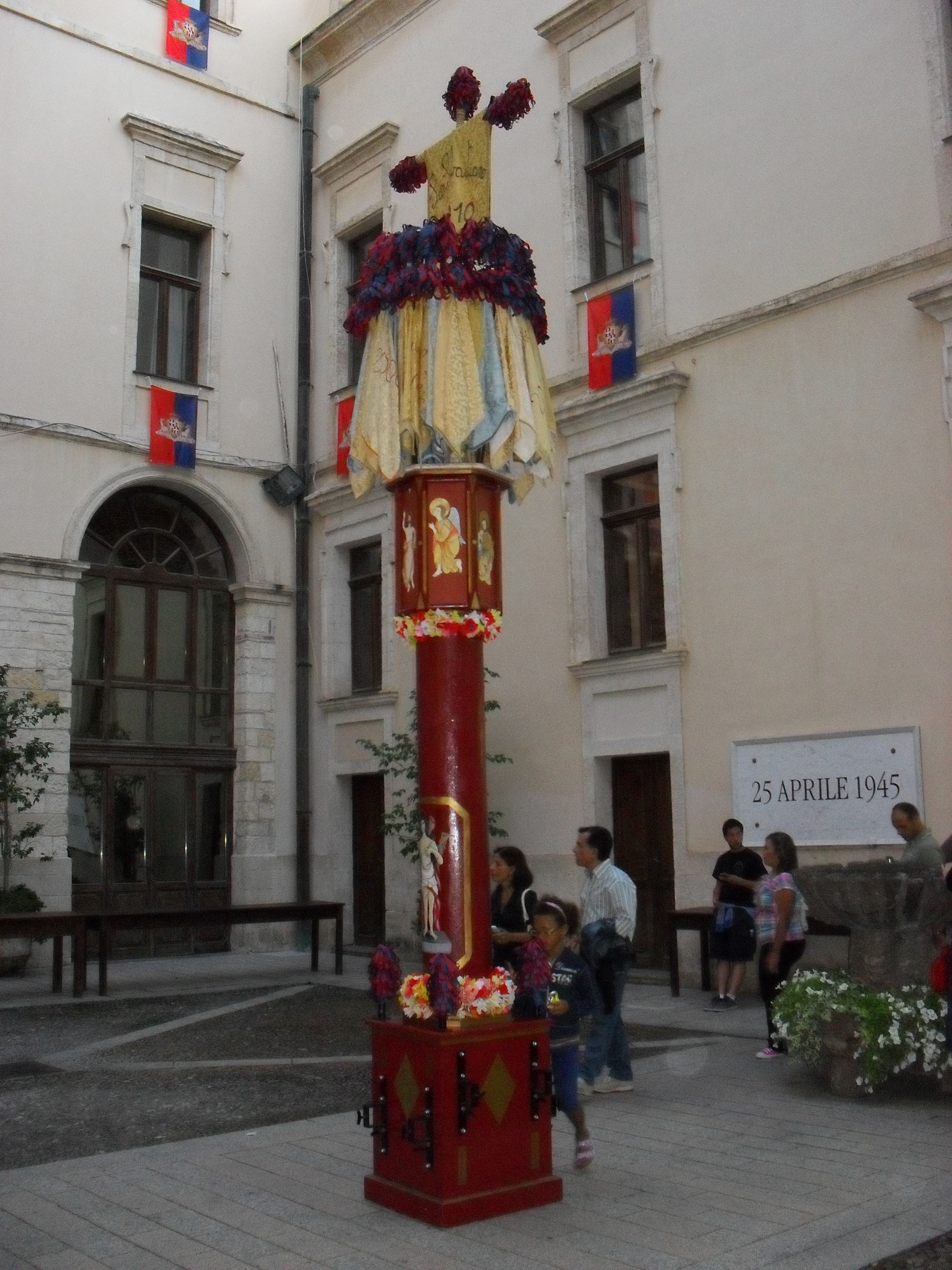
Candeliere di San Sebastiano

Il candeliere è stato costruito nel 2005 dai detenuti dell'omonima ex colonia penale per volontà dell'amministrazione comunale del capoluogo turritano e dell'associazione Intergremio, che racchiude i gremi della città. 
Il candeliere viene fatto ballare all'interno del carcere diversi giorni prima la festa vera e propria alla presenza delle massime autorità civiche e religiose cittadine e della direzione del carcere da alcuni ospiti della colonia. Successivamente viene invece fatto danzare in piazza del Comune da alcuni ex-carcerati prima della consegna dei candelieri d'oro e d'argento.

## Feste simili in Italia e in Sardegna
La Discesa è da anni gemellata con diverse feste in Italia: la Macchina di Santa Rosa di Viterbo, la Festa dei Gigli di Nola e la Varia di Palmi. Insieme a queste, dal 2006, fa parte della Rete delle grandi macchine a spalla italiane (Gramas), riconosciuta come Patrimonio culturale immateriale dall'UNESCO nel 2013. La Faradda è inoltre gemellata con la Festa dei Ceri di Gubbio sin dal 2002.
In Sardegna la festa dei Candelieri non viene celebrata solo a Sassari. A Nulvi, a pochi chilometri dalla città, il 14 agosto viene celebrata S' Essida de sos Candhaleris, mentre il 15 agosto a Ploaghe viene celebrata una delle quattro uscite annuali dei Candelieri (le altre tre avvengono in occasione dell’ottava dell’Assunzione, della solennità del Corpus Domini e il giorno della sua relativa ottava). A Iglesias, nel sud della Sardegna, viene celebrata lo stesso giorno la Festa di Sancta Maria di Mezo di Gosto, anche in questo caso caratterizzata dal trasporto di enormi candelieri durante la processione della Vergine Assunta.
I tratti in comune di queste feste sono innumerevoli, prima fra tutte il trasporto dei Candelieri in onore alla Vergine Assunta per antichi voti formulati in occasione delle grandi pestilenze rinascimentali.

## Galleria d'immagini

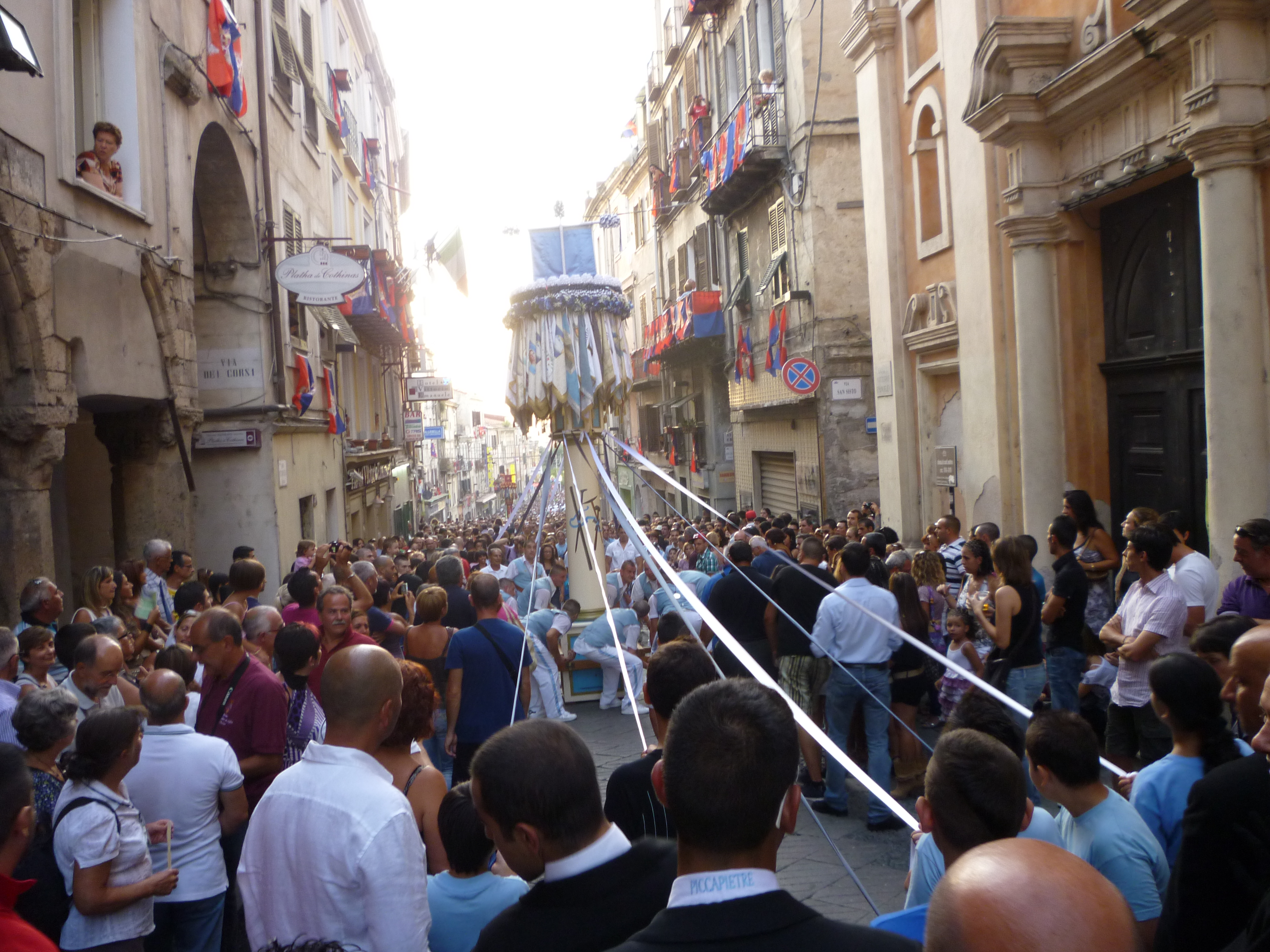
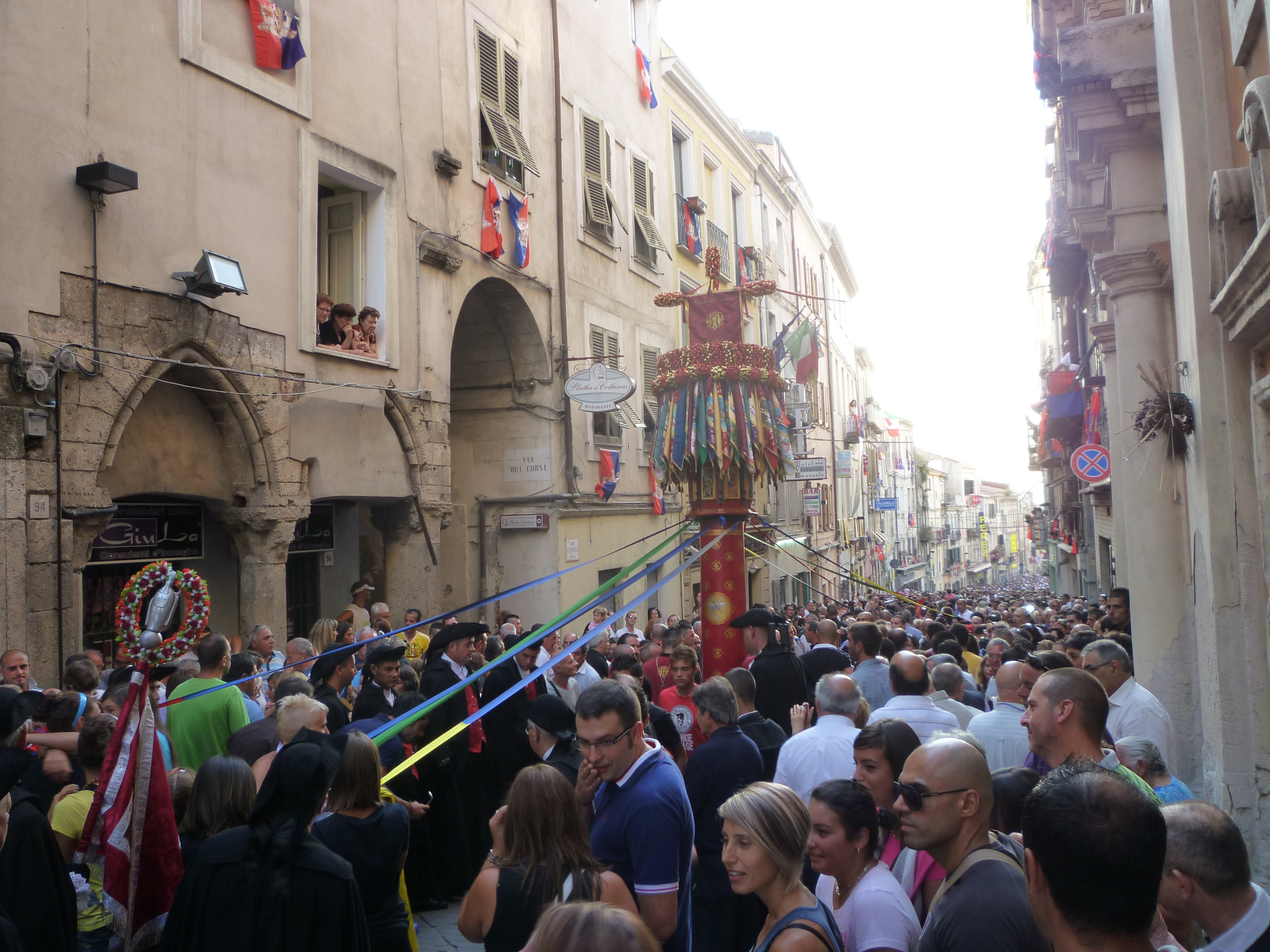
undefined
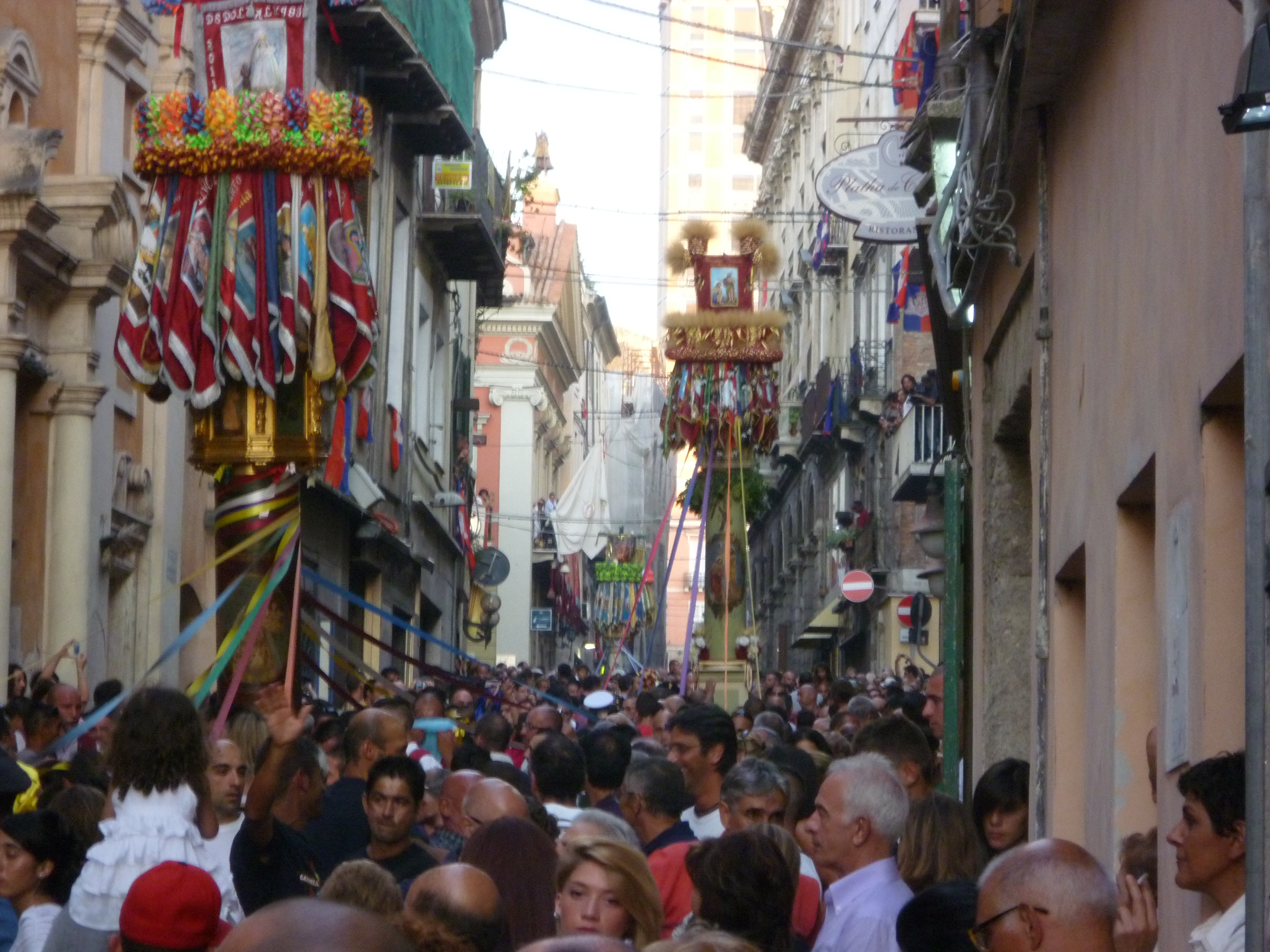
undefined
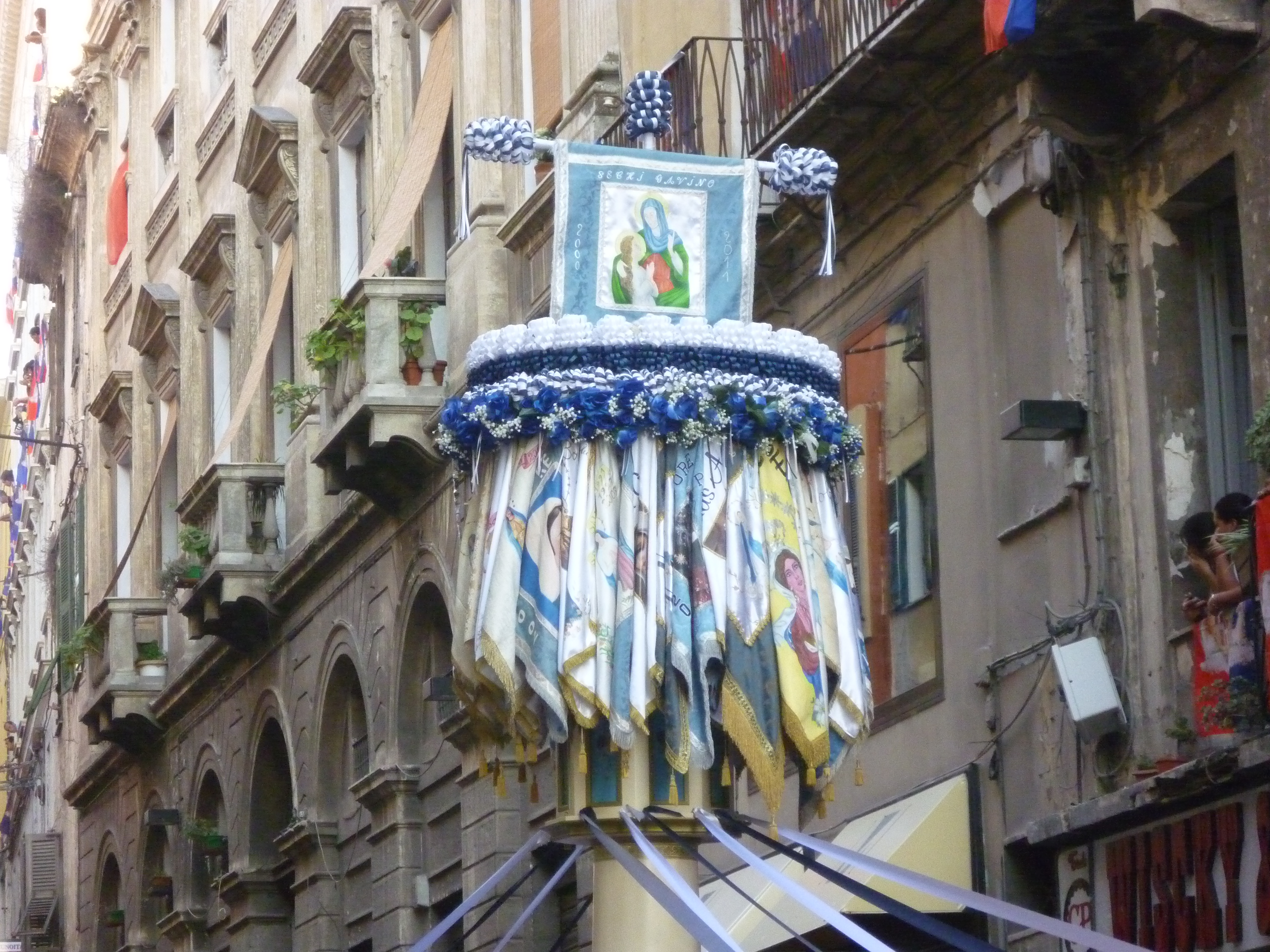
undefined
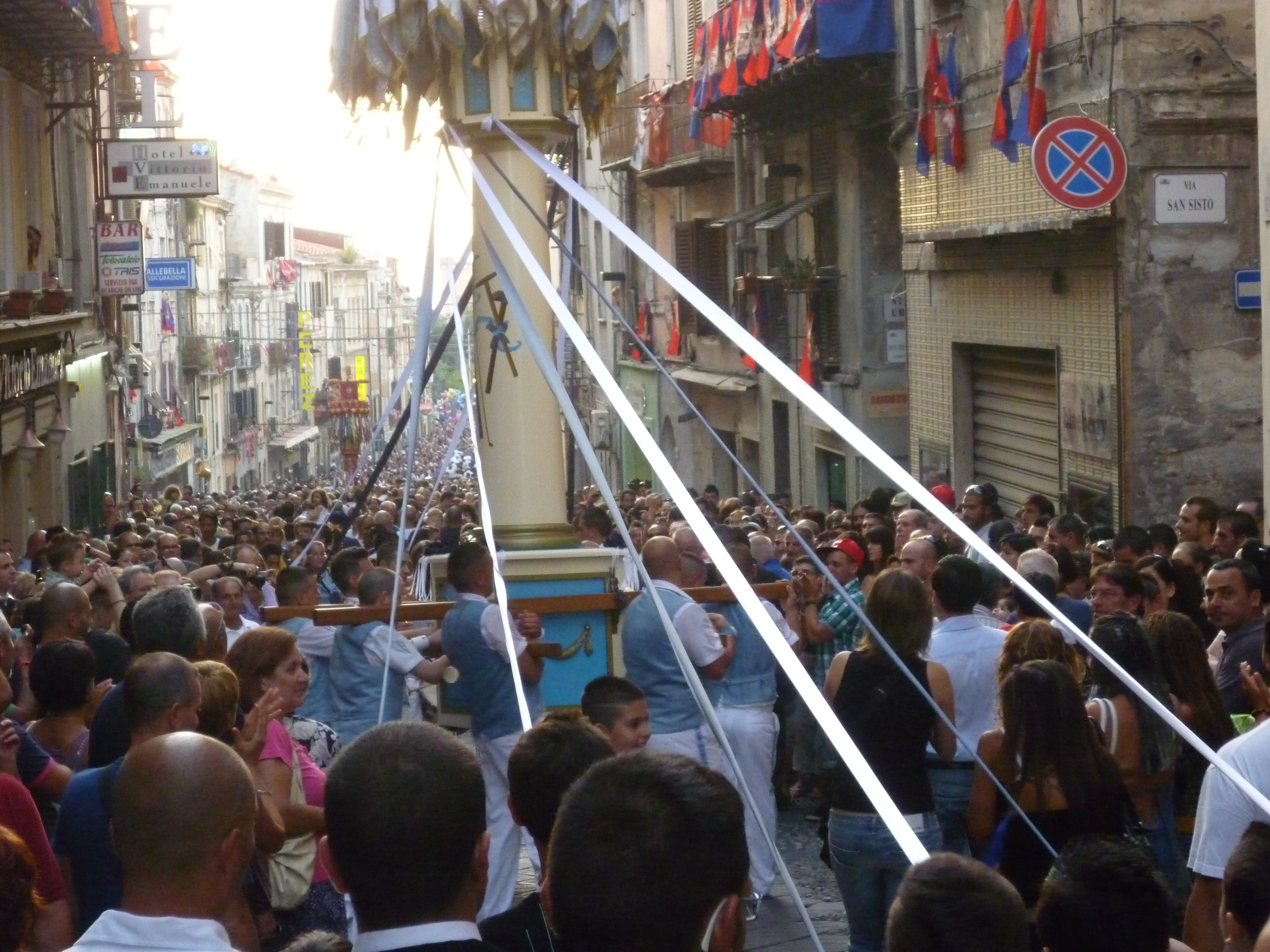
undefined
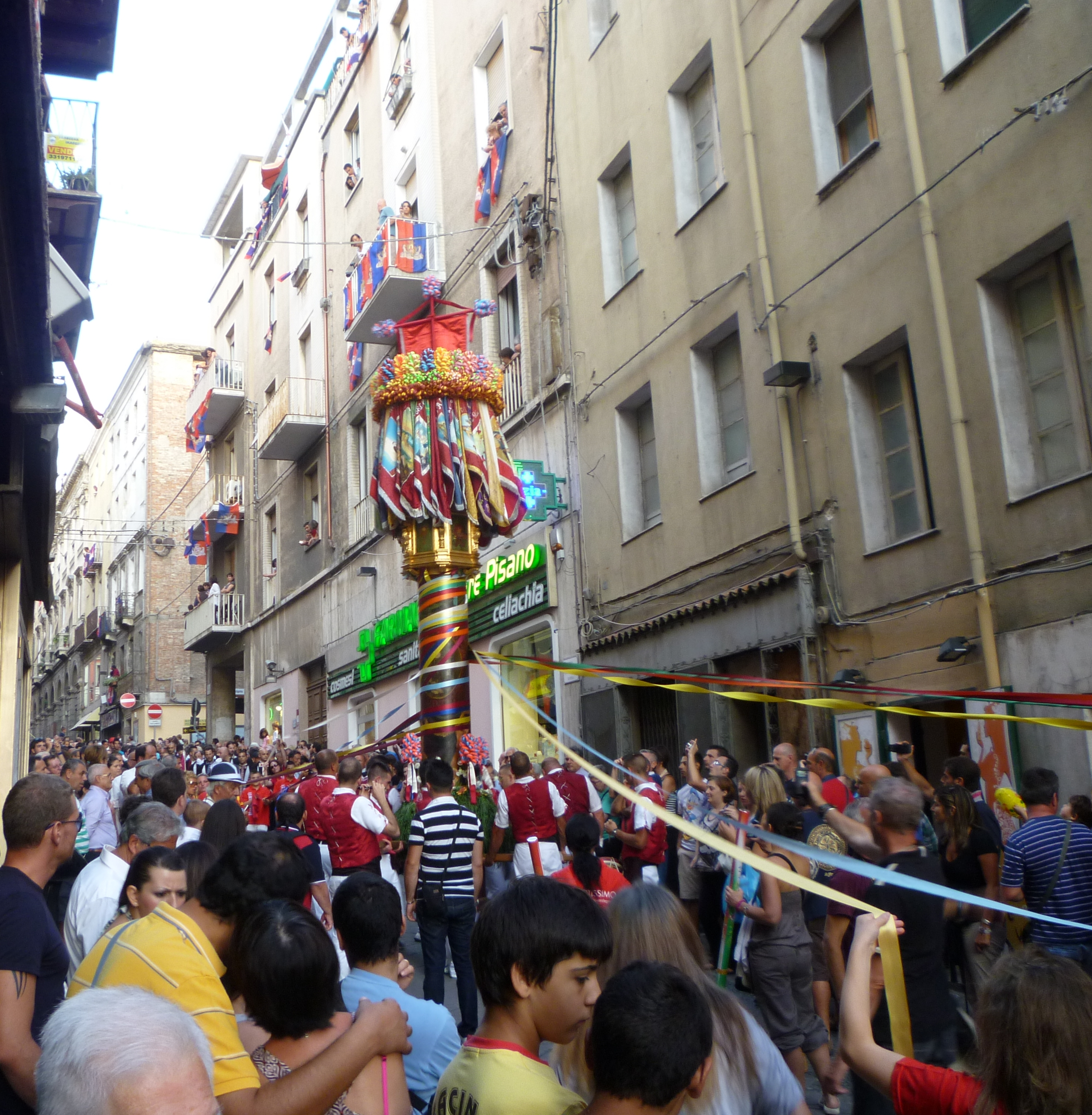
undefined
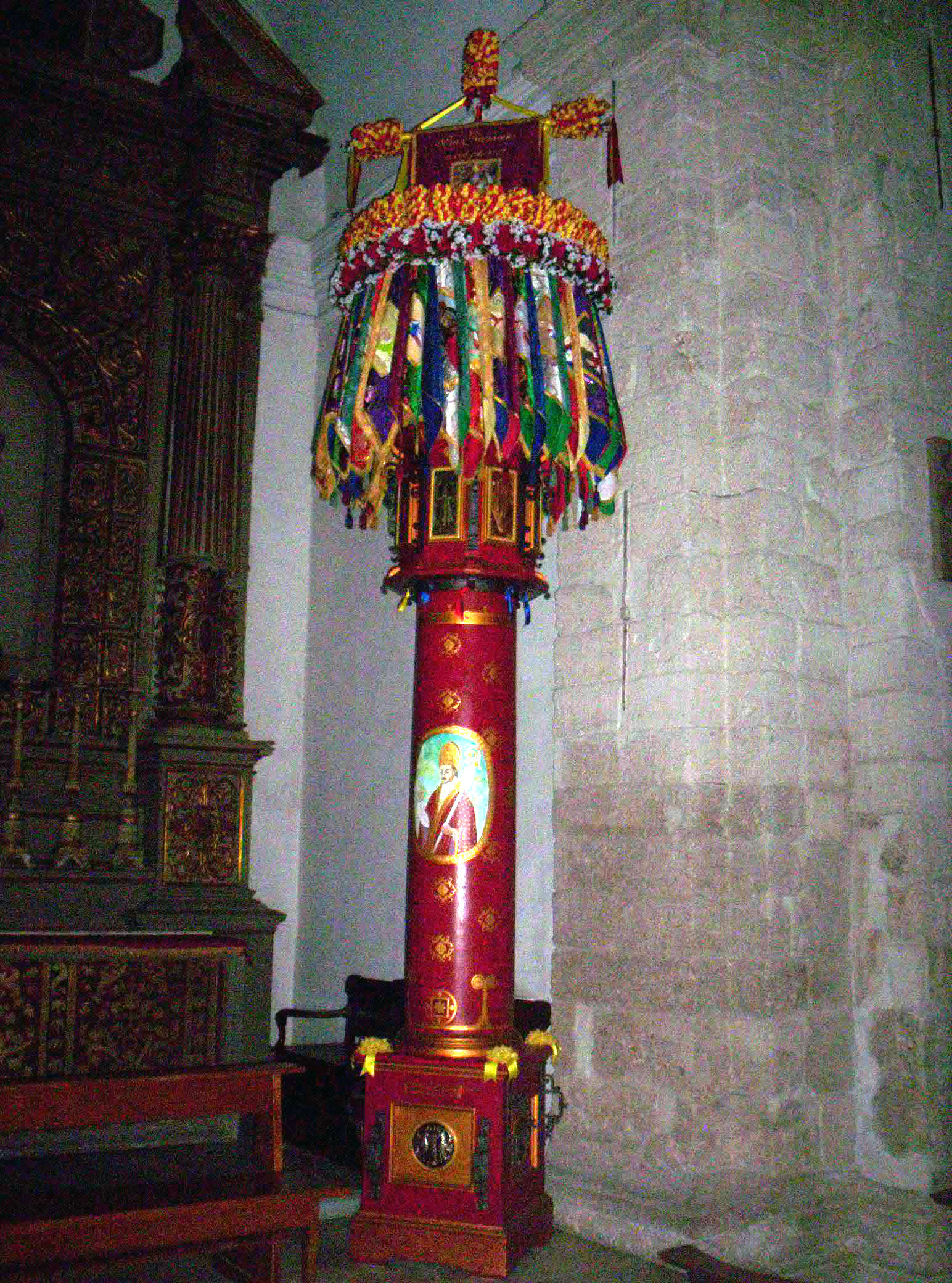
Candeliere dei fabbri
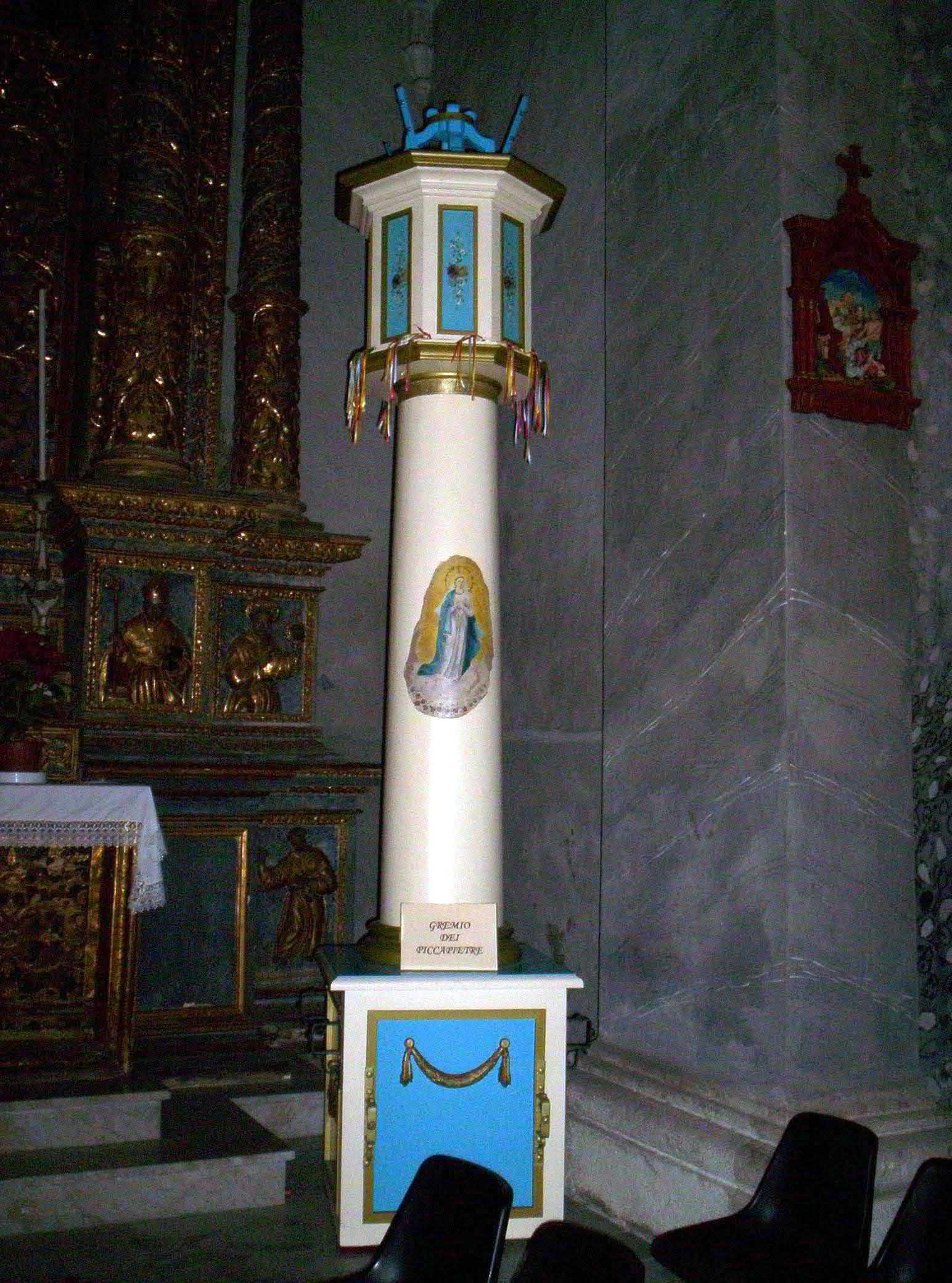
Candeliere dei piccapietre
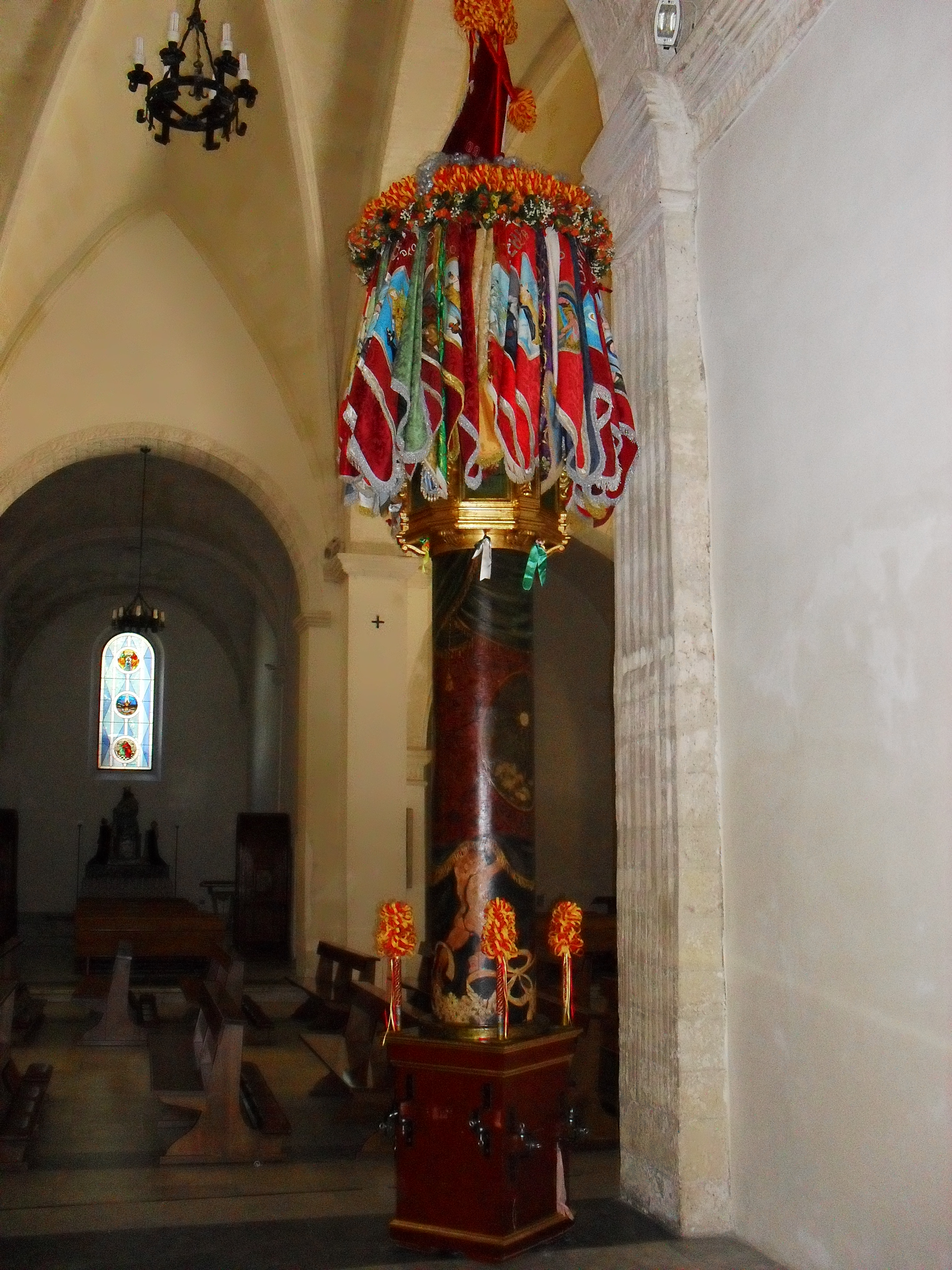
Candeliere nuovo dei viandanti
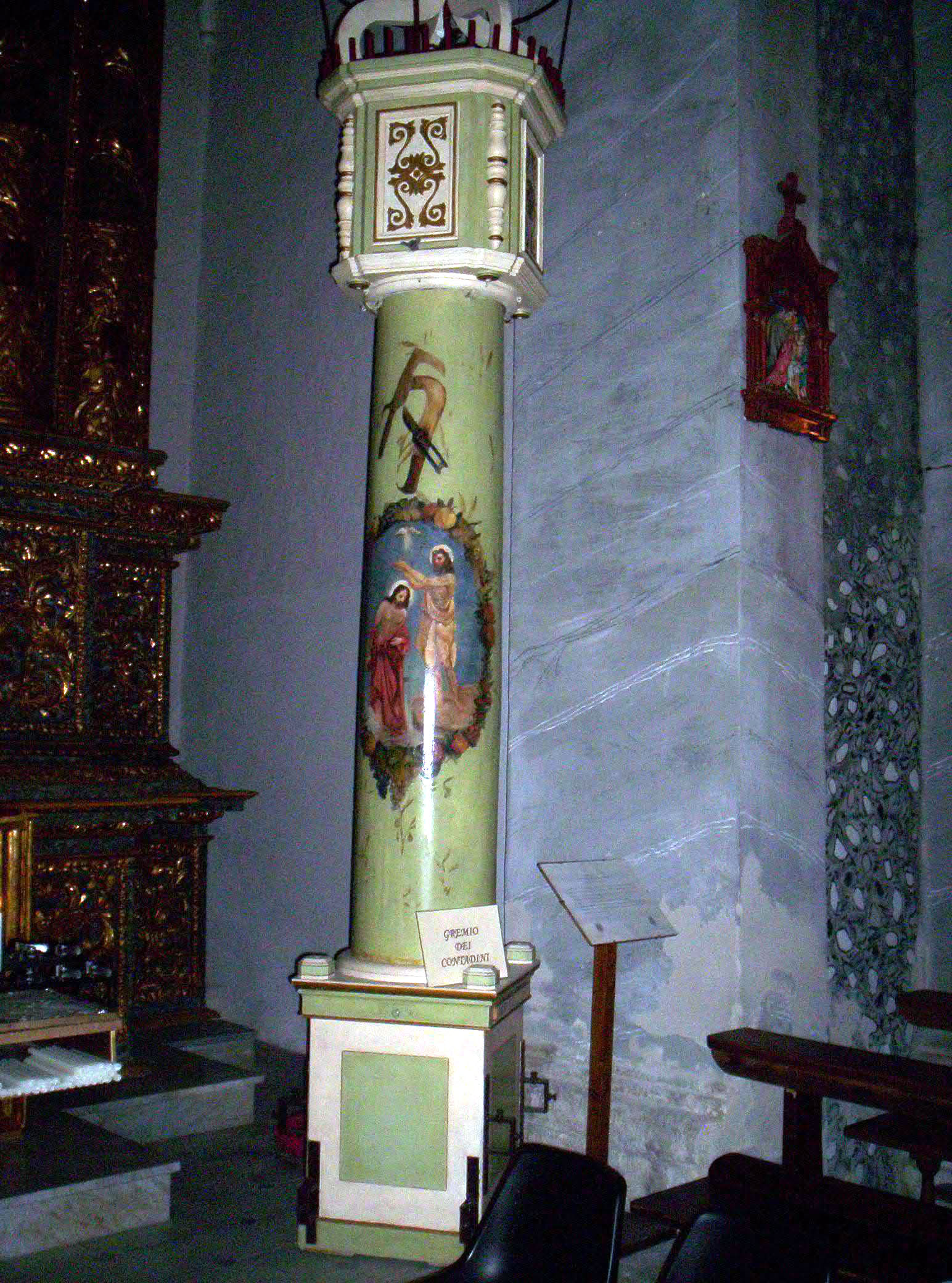
Candeliere dei contadini, già dei pastori
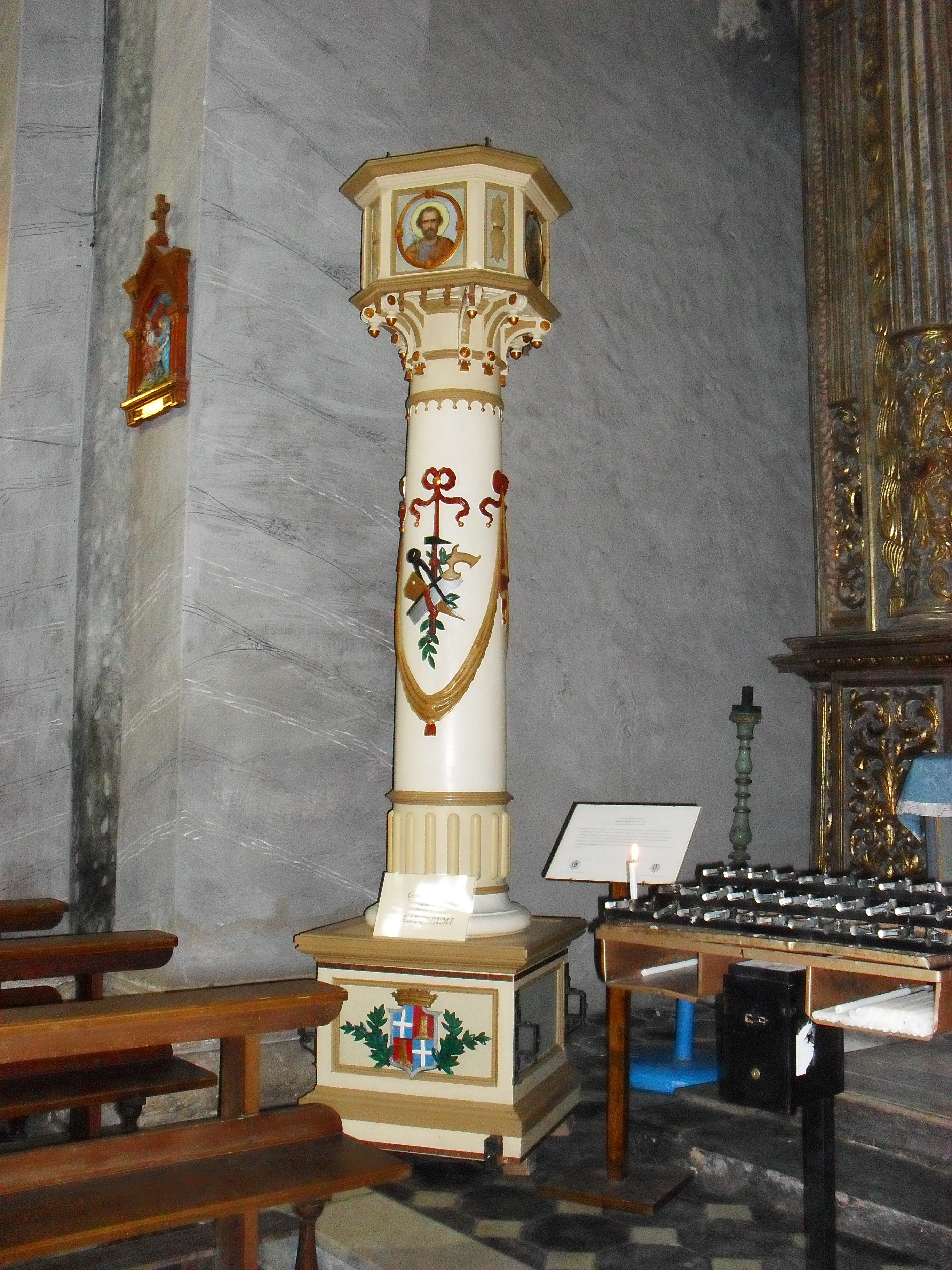
Candeliere dei falegnami
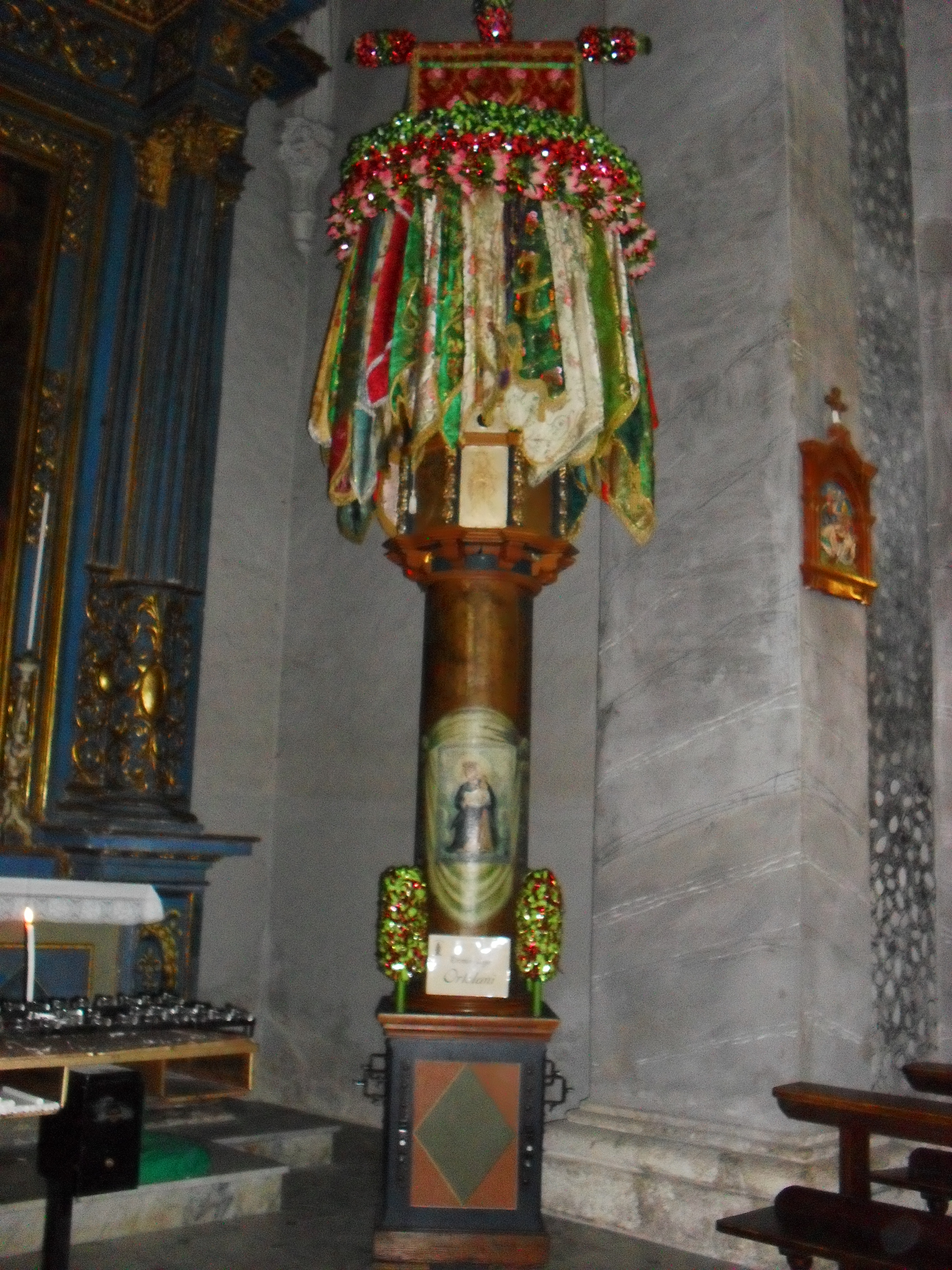
Candeliere degli ortolani
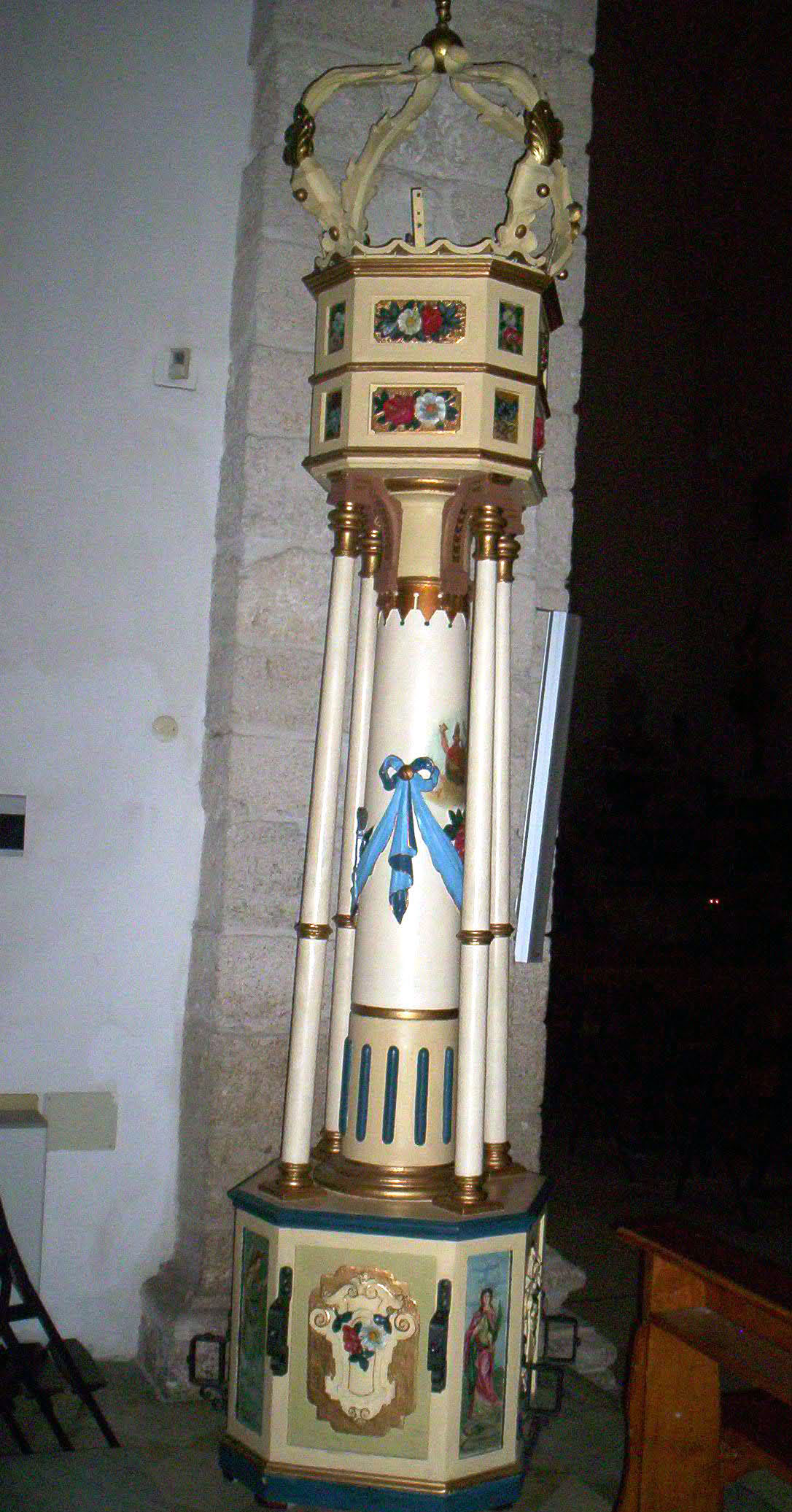
Candeliere dei calzolai
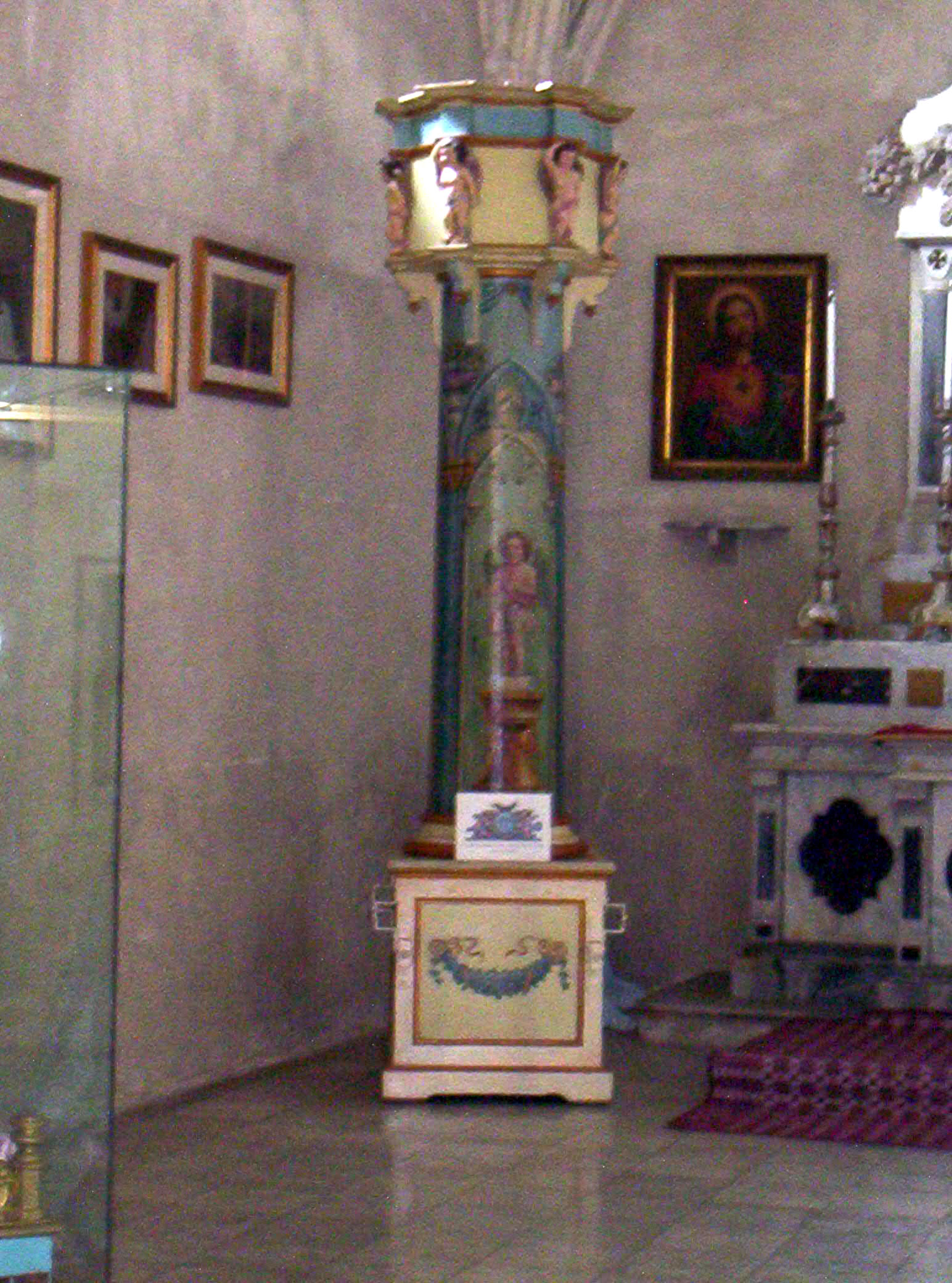
Candeliere dei muratori
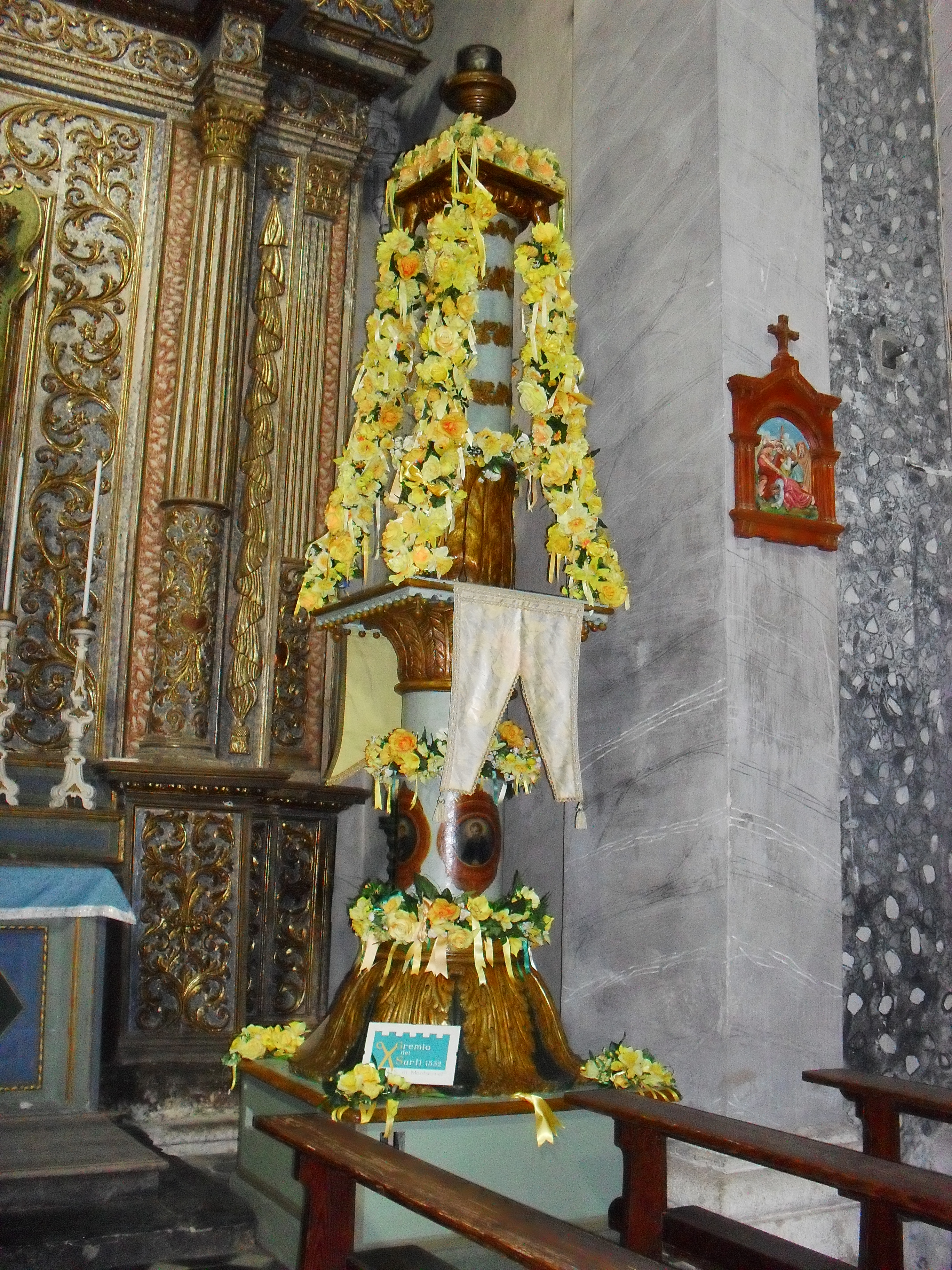
Candeliere dei sarti
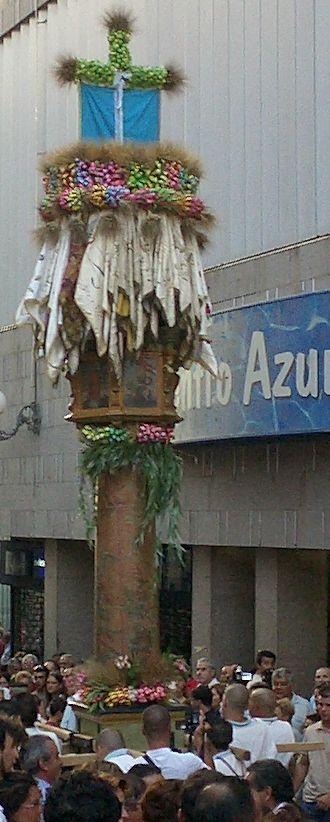
Candeliere dei massai
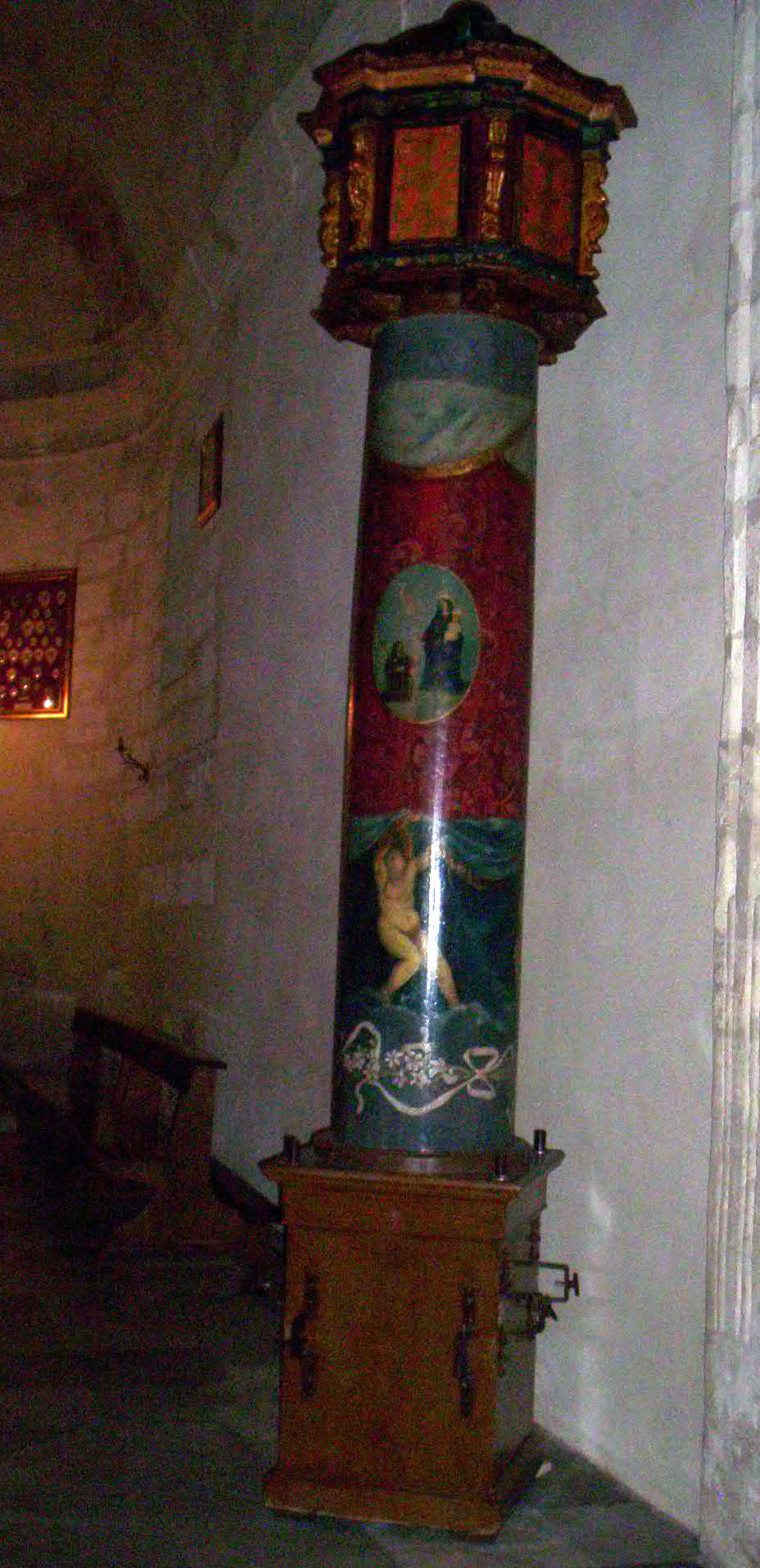
Candeliere vecchio (dei carradori)
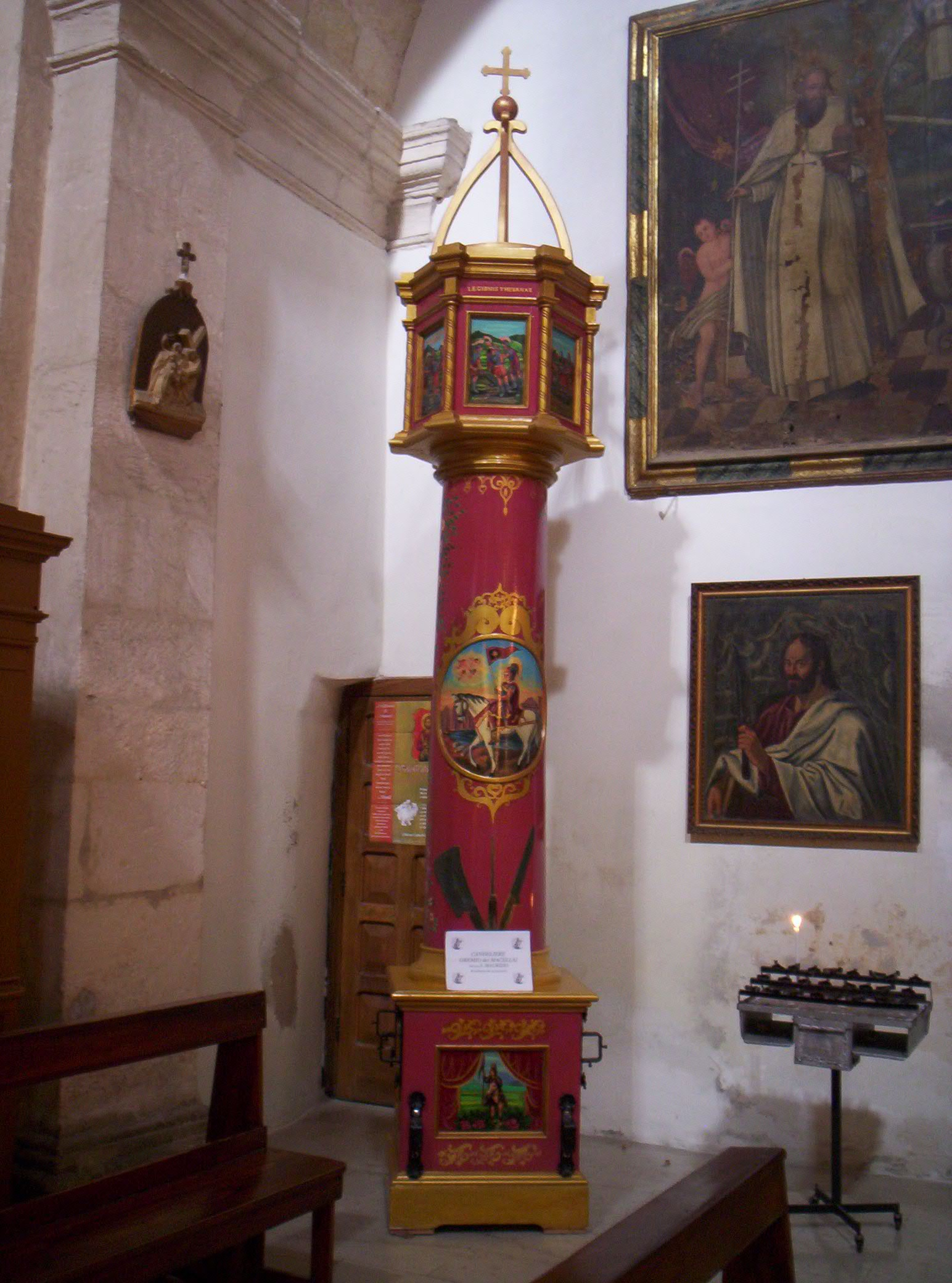
Candeliere dei macellai
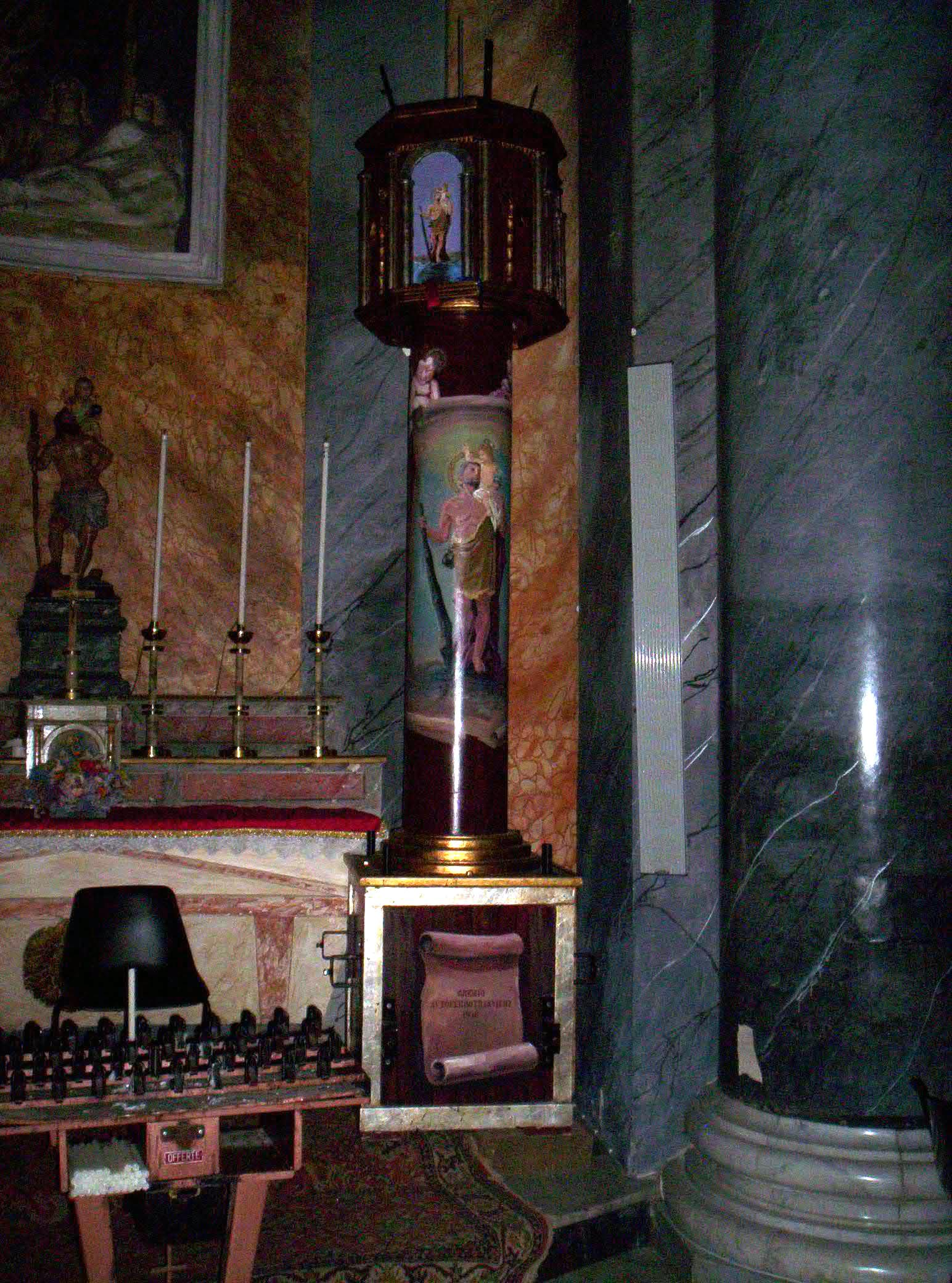
Candeliere degli autoferrotranvieri non ammesso alla discesa